# Alfred Hitchcock
Sir Alfred Joseph Hitchcock KBE (13 tháng 8 năm 1899 – 29 tháng 4 năm 1980) là một đạo diễn, nhà biên kịch và nhà sản xuất phim người Anh. Ông là một trong những nhà làm phim có ảnh hưởng và được nghiên cứu nhiều nhất lịch sử điện ảnh. Với biệt hiệu "Bậc thầy dòng phim hồi hộp", ông đã đạo diễn hơn 50 bộ phim điện ảnh trong sự nghiệp trải dài 6 thập kỷ, trở nên nổi tiếng không kém bất cứ diễn viên nào nhờ tham gia nhiều buổi phỏng vấn, các vai khách mời trong hầu hết phim của mình, và chủ trì kiêm sản xuất chương trình truyền hình tuyển tập Alfred Hitchcock Presents (1955–65). Các bộ phim của ông đã thu về 46 đề cử giải Oscar cùng 6 chiến thắng, song ông chưa bao giờ giành giải Đạo diễn xuất sắc mặc cho có tới 5 đề cử. Năm 1955, Hitchcock trở thành công dân Hoa Kỳ.
Sinh ra ở Leytonstone, Luân Đôn, Hitchcock bước vào ngành công nghiệp điện ảnh vào năm 1919 dưới công việc thiết kế bảng nội đề sau khi được đào tạo làm thư ký kĩ thuật và người viết quảng cáo cho một công ty điện báo cáp. Ông có tác phẩm đạo diễn đầu tay với bộ phim câm The Pleasure Garden (1925) của Anh–Đức. Bộ phim thành công đầu tiên của ông, The Lodger: A Story of the London Fog (1927) đã giúp định hình thể loại giật gân, còn bộ phim công chiếu năm 1929 của ông, Blackmail là "phim có tiếng" đầu tiên của Anh. Hai trong số những tác phẩm giật gân của ông ở thập niên 1930, The 39 Steps (1935) và The Lady Vanishes (1938) nằm trong danh sách những phim Anh xuất sắc nhất của thế kỉ 20.
Đến năm 1939, Hitchcock đã là một nhà làm phim có tiếng nói quốc tế, để rồi nhà sản xuất điện ảnh David O. Selznick thuyết phục ông chuyển tới Hollywood. Từ đây hàng loạt bộ phim thành công của ông đã ra đời như Rebecca (1940), Foreign Correspondent (1940), Suspicion (1941), Shadow of a Doubt (1943) và Notorious (1946). Rebecca đã thắng giải Oscar cho phim hay nhất, song bản thân Hitchcock chỉ được đề cử Đạo diễn xuất sắc nhất; ông còn được đề cử cho các phim Lifeboat (1944) và Spellbound (1945).
Phong cách làm phim của Hitchcock gồm có sử dụng chuyển động của máy quay để bắt chước ánh nhìn của một người, từ đó biến khán giả thành những thị dâm, và chỉnh khung hình để đạt cảnh giới lo lắng và sợ hãi tột độ. Nhà phê bình điện ảnh Robin Wood viết rằng ý nghĩa đằng sau một bộ phim của Hitchcock "là nằm ở phương pháp, phát triển từ góc máy này sang góc máy kia. Một phim của Hitchcock là một tổ chức, toàn bộ ngụ ý nằm trong từng chi tiết và mỗi chi tiết lại liên quan đến tổng thể." Hitchcock làm nhiều bộ phim với một số ngôi sao điện ảnh lớn nhất Hollywood, trong đó có 4 phim với Cary Grant ở các thập niên 1940 và 50, ba phim với Ingrid Bergman ở nửa sau thập niên 1940, 4 phim với James Stewart trong hơn 10 năm bắt đầu từ năm 1948, và ba phim với Grace Kelly ở giữa thập niên 1950.
Sau một thời gian ngắn tạm lắng thành công thương mại ở cuối thập niên 1940, Hitchcock lấy lại phong độ với Strangers on a Train (1951) và Dial M For Murder (1954). Từ năm 1954 đến 1960, Hitchcock đã đạo diễn 4 bộ phim thường được xếp vào hàng ngũ hay nhất mọi thời đại: Rear Window (1954), Vertigo (1958), North by Northwest (1959) và Psycho (1960) - phim cuối cùng đem về cho ông đề cử Đạo diễn xuất sắc nhất. Năm 2012, tác phẩm giật gân Vertigo của ông với sự góp mặt của Stewart, đã soán ngôi Công dân Kane (1941) của Orson Welles để trở thành phim điện ảnh hay nhất mọi thời đại của Viện phim Anh, dựa trên cuộc bầu chọn của hàng trăm nhà phê bình điện ảnh khắp thế giới. Tính đến  năm 2021, 9 phim của ông đã được lựa chọn bảo tồn tại Viện lưu trữ phim quốc gia Hoa Kỳ, trong đó gồm The Birds (1963) và tác phẩm yêu thích của ông là Shadow of a Doubt (1943). Ông nhận giải BAFTA Fellowship năm 1971, giải Thành tựu trọn đời của Viện phim Mỹ năm 1979 và được phong tước Hiệp sĩ vào tháng 12 cùng năm, ở thời điểm 4 tháng trước khi ông mất.

## Cuộc đời

### Những năm tháng đầu đời: 1899–1919

#### Tuổi thơ và giáo dục

William Hitchcock, bên cạnh có lẽ là người con trai đầu lòng của ông, William, đứng bên ngoài cửa hàng của gia đình ở London, c. năm 1900; bảng hiệu phía trên cửa hàng có ghi "W. Hitchcock's". Gia đình Hitchcock đã sử dụng ngựa lùn để giao hàng.

Alfred Joseph Hitchcock sinh ngày 13 tháng 8 năm 1899 trong căn hộ phía trên cửa hàng bán rau quả của gia đình ông, số 517 High Road, Leytonstone, vùng ngoại ô Đông Luân Đôn (lúc ấy còn là một phần của Essex); ông là con út trong số ba người con của Emma Jane (nhũ danh Whelan; 1863–1942) và William Edgar Hitchcock (1862–1914), ông có một người anh trai, William Daniel (1890–1943), và một người chị gái, Ellen Kathleen ("Nellie") (1892–1979). Cha mẹ ông đều là tín đồ Công giáo La Mã, có một phần gốc gác từ Ireland. Người anh trai William theo cha làm nghề bán rau quả.
Ngoài ra ông còn có một đại gia đình lớn, trong đó người chú John Hitchcock sở hữu căn nhà Victoria 5 giường ngủ ở Đường Campion, Putney, cùng sự phục vụ của người giúp việc, đầu bếp, tài xế riêng và thợ làm vườn. Mỗi mùa hè John thuê cho gia đình một căn nhà bên bờ biển ở Cliftonville, Kent. Hitchcock cho biết ông lần đầu nhận thức về gia cấp tại đây, nhìn rõ những khác biệt giữa khách du lịch và người dân địa phương.
Hitchcock tự miêu tả mình là một cậu nhóc ngoan ngoãn (cha ông còn đặt biệt danh cho con mình là "chú cừu nhỏ không có lấy một vết nhơ"). Ông nói rằng bản thân không thể nhớ nổi một người bạn thuở bé. Một trong những câu chuyện yêu thích mỗi dịp ông được phỏng vấn là chuyện cha gửi ông tới đồn cảnh sát với một mẩu giấy khi ông 5 tuổi; cảnh sát đọc mẩu giấy và nhốt ông trong xà lim trong ít phút, họ nói với ông: "Đây là những gì bọn chú làm với những cậu nhóc hư." Trải nghiệm ấy đã để lại cho ông nỗi sợ thường trực với cảnh sát; năm 1973 ông nói với Tom Snyder rằng ông "sợ bất cứ điều gì... dính dáng đến luật pháp" và thậm chí sẽ không lái xe trong trường hợp bị dính vé phạt.
Năm lên 6 tuổi, gia đình ông chuyển đến quận Limehouse và thuê cửa hàng ở số 130 đường Salmon Lane để bán món cá và khoai tây chiên và cửa hàng số 175 đường Salmon Lane để bán cá; họ sống trong lầu trên căn số 130. Hitchcock tới trường học đầu tiên, Tu viện Howrah ở Poplar, nơi ông nhập học vào năm 1907, tức lúc 7 tuổi. Theo cây viết tiểu sử Patrick McGilligan, ông ở Nhà Howrah trong hai năm. Ông còn theo học một trường tu viện nữa là Trường phố Wode "dành cho con gái của các quý ông và những cậu bé", do viện Cơ đốc giáo Faithful Companions of Jesus điều hành. TIếp đó ông theo học một trường tiểu học gần nhà và đi học nội trú ở Cao đẳng Salesian tại Battersea trong một thời gian ngắn.

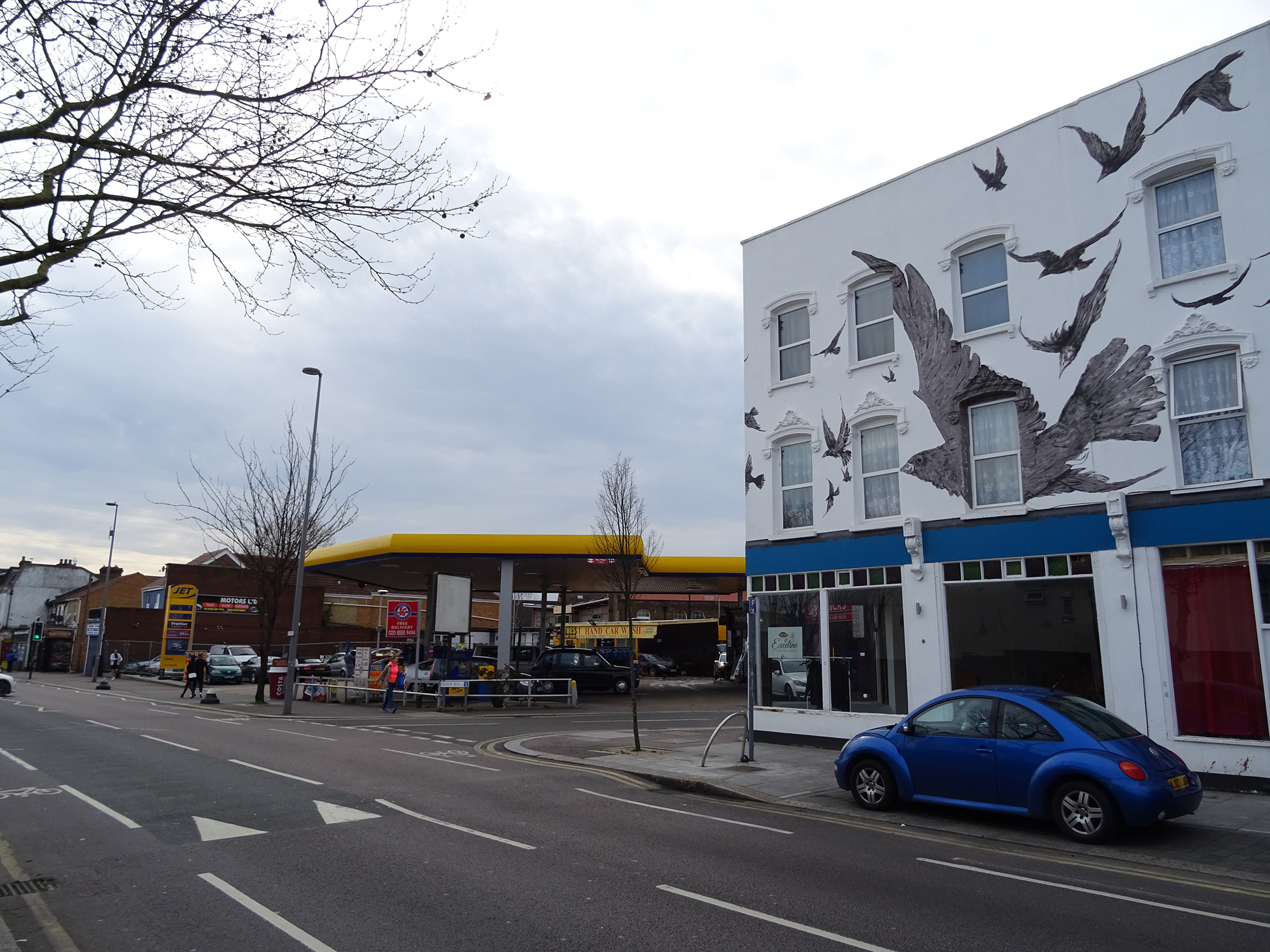
Trạm xăng tại địa chỉ số 517 High Road, Leytonstone, nơi Hitchcock chào đời; tranh tường kỷ niệm nằm ở số 527–533 (phải)

Gia đình lại chuyển đi năm ông 11 tuổi, lần này là đến Stepney, và vào ngày 5 tháng 10 năm 1910, Hitchcock được gửi nhập học trường Cao đẳng St Ignatius ở Stamford Hill, Tottenham (sáp nhập vào khu tự quản Haringey mới của Luân Đôn), một ngôi trường dạy ngữ pháp theo đạo Dòng Tên nổi tiếng về kỷ luật. Để trừng phạt thân thể học trò, các linh mục đã sử dụng một công cụ/vũ khí phẳng và cứng (có lò xo làm bằng cây gutta-percha và được gọi là "ferula") để đánh vào cả lòng bàn tay; hình phạt luôn diễn ra vào cuối ngày, vì vậy các cậu nam sinh phải ngồi trong lớp dự đoán hình phạt nếu chúng bị điểm tên vì tội đó. Sau này ông kể rằng đây là nơi mình phát triển cảm giác sợ hãi. Sổ đăng ký của trường ghi năm sinh của ông là 1900 chứ không phải 1899; cây viết tiểu sử Donald Spoto cho biết Hitchcok cố tình ghi danh năm 10 tuổi vì ông đi học chậm một năm.
Trong khi cây viết tiểu sử Gene Adair ghi chép rằng Hitchcock là "học sinh ở mức trung bình hoặc trên trung bình một chút", Hitchcock lại kể rằng ông "thường nằm trong 4 hoặc 5 bạn đứng đầu lớp"; vào cuối năm học đầu tiên, việc học tập tiếng Latin, tiếng Anh, tiếng Pháp và giáo dục tín ngưỡng của ông đã được ghi nhận. Ông kể với Peter Bogdanovich: "Các tu sĩ Dòng Tên đã dạy tôi tổ chức, kiểm soát và ở mức độ nào đấy là phân tích."
Môn học yêu thích của Hitchcock là môn địa lý; ông bắt đầu quan tâm đến bản đồ, lịch trình xe lửa, xe điện và xe buýt; theo John Russell Taylor, ông có thể thuộc lòng tất cả các điểm dừng trên tàu tốc hành Phương Đông. Ông còn đặc biệt quan tâm đến xe điện ở Luân Đôn. Phần lớn các bộ phim của ông có các cảnh xe lửa hoặc xe điện, đặc biệt là The Lady Vanishes, Strangers on a Train và Numberteen. Một tấm chập ghi số cảnh và số lần quay, và Hitchcock thường lấy hai con số trên tấm chập và thì thầm tên các tuyến xe điện ở London. Ví dụ: nếu tấm chập ghi Cảnh 23; Lượt 3; Hitchcock sẽ thì thầm "Woodford, Hampstead" – Woodford là ga cuối của tuyến xe điện 23, và Hampstead là điểm cuối của tuyến 3.

#### Henley's
Hitchcock nói với cha mẹ rằng ông muốn làm kỹ sư, rồi ngày 25 tháng 7 năm 1913, ông rời St Ignatius và theo học các lớp học đêm của Trường kĩ thuật và hàng hải thuộc Hội đồng quận Luân Đôn ở Poplar. Trong một cuộc phỏng vấn dài qua sách vào năm 1962, ông kể với François Truffaut rằng ông theo học các ngành "cơ học, điện, âm học và hàng hải". Ngày 12 tháng 12 năm 1914, cha ông vốn là người mắc bệnh phổi tắc nghẽn mạn tính và bệnh thận, đã từ trần ở tuổi 52. Nhằm trang trải cho bản thân và mẹ (lúc bấy giờ anh chị của ông đã rời nhà), Hitchcock nhận công việc thư ký kĩ thuật với mức lương 15 shillings một tuần (£9.092 vào năm 2017), tại Công ty cáp và điện báo Henley ở Phố Blomfield gần Bức tường Luân Đôn. Ông tiếp tục theo đi các lớp học đêm, lần này là theo chuyên ngành lịch sử nghệ thuật, hội họa, kinh tế và khoa học chính trị. Anh trai ông là người điều hành các cửa hàng của gia đình, còn ông và mẹ thì tiếp tục sống tại Salmon Lane.
Hitchcock quá nhỏ để nhập ngũ khi Thế chiến thứ nhất bắt đầu vào tháng 7 năm 1914; cho đến lúc ông tròn 18 tuổi vào năm 1917, ông nhận được một tấm bằng phân loại C3 ("không mắc bệnh cơ quan nghiên trọng, có thể chấp hành các điều kiện dịch vụ đồn trú tại gia... chỉ phù hợp với công việc ngồi một chỗ"). Ông gia nhập trung đoàn học viên của lớp huấn luyện quân sự Royal Engineers và tham gia các buổi hướng dẫn chiến thuật, tập trận và thực hành cuối tuần. John Russell Taylor viết rằng, trong một buổi thực hành ở Hyde Park, Hitchcock bị bắt phải đeo xà cạp. Ông không thể quần chúng thành thạo quanh chân mình, và chúng liên tục rớt xuống mắt cá chân của ông.
Sau chiến tranh, Hitchcock hứng thú với nghề viết lách sáng tạo. Tháng 6 năm 1919 ông trở thành cây viết sáng lập và giám đốc kinh doanh chi nhánh ấn phẩm nội bộ của Henley là The Henley Telegraph (sáu xu cho một bản), ông đã nộp nhiều truyện ngắn cho ấn phẩm này. Henley's đã thăng chức cho ông vào bộ phận quảng cáo, nơi ông viết đề tài và vẽ minh họa cho các quảng cáo điện cáp. Ông rất yêu công việc và nán lại muộn tại văn phòng để kiểm tra các bằng chứng; ông nói với Truffaut rằng đây là "bước tiến đầu tiên vào điện ảnh của mình". Ông rất thích xem phim, đặc biệt là điện ảnh Mỹ, từ năm 16 tuổi ông đã đọc tạp chí thương mại; ông xem các tác phẩm của Charlie Chaplin, D. W. Griffith và Buster Keaton, đặc biệt thích phim Der müde Tod (1921) của Fritz Lang.

### Sự nghiệp giữa hai cuộc Thế chiến: 1919–1939

#### Famous Players-Lasky

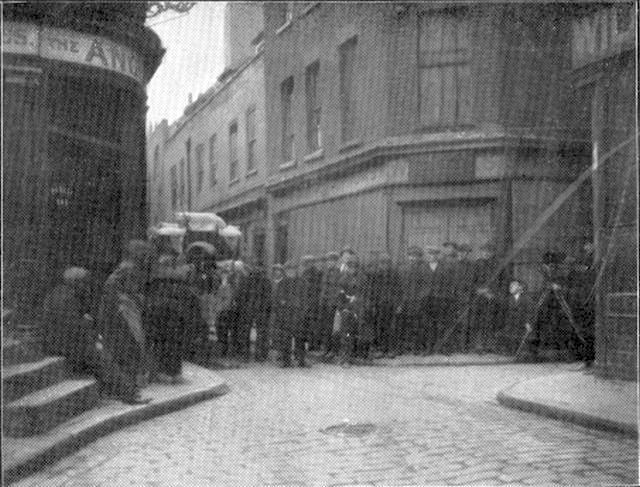
Hitchcock (phải) trong lúc làm phim Number 13 ở Luân Đôn

Từ lúc còn ở Henley's, ông đã đọc tạp chí trên một tạp chí thương mại rằng Famous Players-Lasky, chi nhánh sản xuất của Paramount Pictures đang mở một xưởng phim ở Luân Đôn. Họ đang lên kế hoạch ghi hình phim The Sorrows of Satan của Marie Corelli, sthế nên ông đã vẽ một vài bức họa cho bảng nội đề và gửi chúng tới xưởng phim. Họ đồng ý nhận thuê ông và vào năm 1919, ông bắt đầu làm việc cho Islington Studios ở Phố Poole, Hoxton dưới vai trò nhà thiết kế bảng nội đề.
Donald Spoto viết rằng phần lớn đội ngũ là người Mỹ với những đặc tính công việc khắt khe, nhưng những nhân công người Anh lại được khuyến khích thử sức bất kì thứ gì, tức là Hitchcock đã tích lũy kinh nghiệm ở các vai trò đồng biên kịch, chỉ đạo nghệ thuật và quản lý sản xuất trong ít nhất 18 phim câm. Tháng 2 năm 1922, The Times viết một bài về "bộ phận làm bảng nội đề nghệ thuật đặc biệt dưới quyền giám sát của Ngài A. J. Hitchcock" của xưởng phim. Những tác phẩm của ông gồm có Number 13 (1922), còn có tựa là Mrs. Peabody; phim đã bị ngừng chiếu bởi các vấn đề tài chính—một ít cảnh đã quay xong lại bị mất—và Always Tell Your Wife (1923) – phim mà ông và Seymour Hicks hoàn thành cùng nhau khi mà Hicks có ý định bỏ dở giữa chừng. Sau này Hicks ghi chép về việc được giúp đỡ bởi "một cậu thanh niên mập đang phụ trách quản lý phòng tài sản ... [k]hông một ai ngoài Alfred Hitchcock".

#### Gainsborough Pictures và làm việc ở Đức

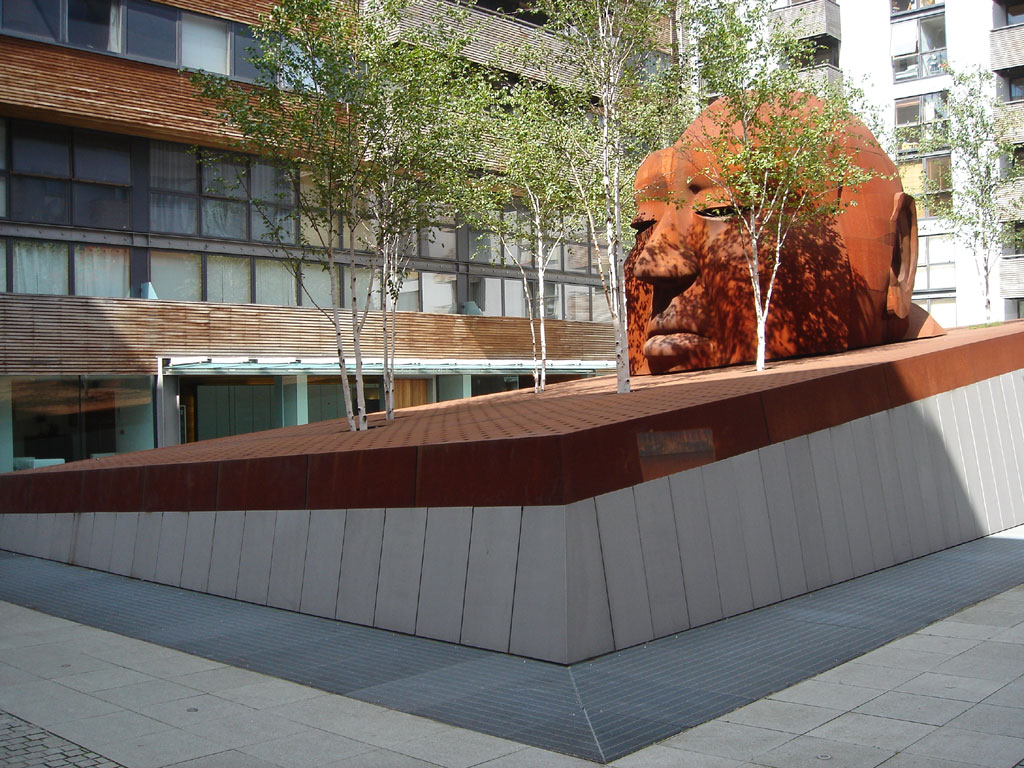
Tượng điêu khắc Hitchcock đặt ở Gainsborough Pictures, Phố Poole, Hoxton

Khi Paramount rút khỏi Luân Đôn vào năm 1922, Hitchcock được một công ty thuê làm trợ lý giám đốc tại chính địa bàn này bởi Michael Balcon, sau này còn có tên là Gainsborough Pictures. Hitchcock làm việc trong phim Woman to Woman (1923) cùng đạo diễn Graham Cutts, ông thiết kế hiện trường, viết kịch bản và sản xuất. Ông cho biết: "Đây là phim đầu tiên mà tôi thật sự phải nhúng tay vào." Người dựng phim kiêm "nữ biên kịch" của Woman to Woman là Alma Reville, vợ tương lai của ông. Ông còn làm trợ lý cho Cutts trong các phim The White Shadow (1924), The Passionate Adventure (1924), The Blackguard (1925) và The Prude's Fall (1925). The Blackguard được sản xuất tại Babelsberg Studios ở Potsdam, nơi Hitchcock theo dõi một bộ phận quá trình làm phim The Last Laugh (1924) của F. W. Murnau. Ông rất ấn tượng với cách làm phim của Murnau và sau này sử dụng kĩ thuật Murnau trong khâu thiết kế hiện trường ở những tác phẩm của mình.
Mùa hè 1925, Balcon đề nghị Hitchcock làm đạo diễn The Pleasure Garden (1925), với sự tham gia diễn xuất của Virginia Valli; đây là thành phẩm hợp tác giữa Gainsborough và công ty Emelka của Đức tại Geiselgasteig studio gần Munich. Hôn thê của Hitchcok lúc ấy, bà Reville là trợ lý đạo diễn kiêm nhà dựng phim. Mặc dù phim thất bại về mặt thương mại, Balcon lại thích tác phẩm của Hitchcock; một dòng tít trên tờ Daily Express ví ông là "Thanh niên trẻ sở hữu một trí óc bậc thầy". Quá trình sản xuất phim The Pleasure Garden gặp nhiều trục trực, làm cho Hitchcock phải rút ra bài học về sau: trên đường đến Brenner Pass, ông không khai báo thước phim cho hải quan và nó bị tịch thu; một nữ diễn viên không thể xuống nước để diễn vì cô đang đến kì; kinh phí bội lên làm ông phải vay tiền từ các diễn viên. Hitchcock còn cần một phiên dịch để hướng dẫn cho dàn diễn viên và đoàn làm phim.
Tại Đức, Hitchcock quan sát những sắc thái trong lối làm phim và điện ảnh Đức – chúng có tác động lớn đến ông. Khi rảnh không làm việc, ông ghé thăm các phòng trưng bày nghệ thuật, buổi hòa nhạc và bảo tàng của Berlin. Ông còn gặp gỡ các diễn viên, nhà văn và nhà sản xuất để xây dựng quan hệ. Balcon mời ông đạo diễn phim thứ hai ở Munich là The Mountain Eagle (1926), dựa trên nguyên tác có nhan đề Fear o' God. Bộ phim bị thất lạc và Hitchcock gọi tác phẩm là "một bộ phim cực kỳ tệ". Một năm sau, Hitchcock viết kịch bản kiêm đạo diễn phim The Ring; mặc dù kịch bản ghi công mỗi tên ông, Elliot Stannard là người đã hỗ trợ ông trong lúc xây dựng kịch bản. The Ring thu được những nhận xét tích cực; tạp chí phê bình Bioscope gọi đây là "phim Anh tráng lệ nhất từng được làm ra".
Khi trở về Anh, Hitchcock là một trong những thành viên đầu tiên của Hiệp hội điện ảnh Luân Đôn, mới được thành lập năm 1925. Nhờ có Hiệp hội, ông bị cuốn hút bởi tác phẩm của những nhà làm phim Liên Xô: Dziga Vertov, Lev Kuleshov, Sergei Eisenstein và Vsevolod Pudovkin. Ông còn giao lưu với các nhà làm phim đồng nghiệp người Anh Ivor Montagu, Adrian Brunel và Walter C. Mycroft.
Hitchcock thành danh trong vai trò đạo diễn với bộ phim kinh dị đầu tiên của mình là The Lodger: A Story of the London Fog (1927). Bộ phim kể về cuộc săn lùng sát nhân hàng loạt kiểu Jack the Ripper mặc áo choàng đen và đeo một cái túi đen, y là hung thủ sát hại phụ nữ trẻ tóc vàng ở London và chỉ vào các ngày Thứ Ba. Một bà chủ trọ nghi ngờ rằng người thuê trọ của mình là tên sát nhân, song hoá ra anh ta vô tội. Để truyền tải ấn tượng cho người xem thấy rằng tiếng bước chân được nghe thấy từ tầng trên, Hitchcock đã thiết kế một sàn kính để khán giả có thể nhìn thấy người thuê trọ đi lại trong phòng của anh ta phía trên bà chủ trọ. Hitchcock từng muốn nam chính phải chịu tội, hoặc ít nhất là bộ phim kết thúc một cách mơ hồ, nhưng ngôi sao của tác phẩm lại là Ivor Novello, một thần tượng nhạc kịch và thuộc "hệ thống ngôi sao", tức Novello không thể là nhân vật phản diện. Hitchcock kể với Truffaut: "Bạn phải đánh vần rõ bằng chữ cái lớn: 'Anh ta vô tội'." (Nhiều năm sau, ông cũng gặp vấn đề tương tự với Cary Grant trong phim Suspicion vào năm 1941). Ra rạp vào tháng 1 năm 1927, The Lodger gặt hái thành công về mặt thương mại lẫn phê bình ở Anh. Sau khi phim chiếu rạp, tạp chí thương mại Bioscope đã viết: "Có thể bộ phim này là tác phẩm hay nhất của Anh từng được thực hiện". Hitchcock kể với Truffaut rằng đây là bộ phim đầu tiên của ông chịu ảnh hưởng bởi chủ nghĩa biểu hiện Đức: "Thực tế, bạn gần như có thể nói rằng The Lodger là tác phẩm đầu tiên của tôi." Ông đóng vai khách mời đầu tiên trong phim với nhân vật ngồi trong tòa soạn.

#### Hôn nhân

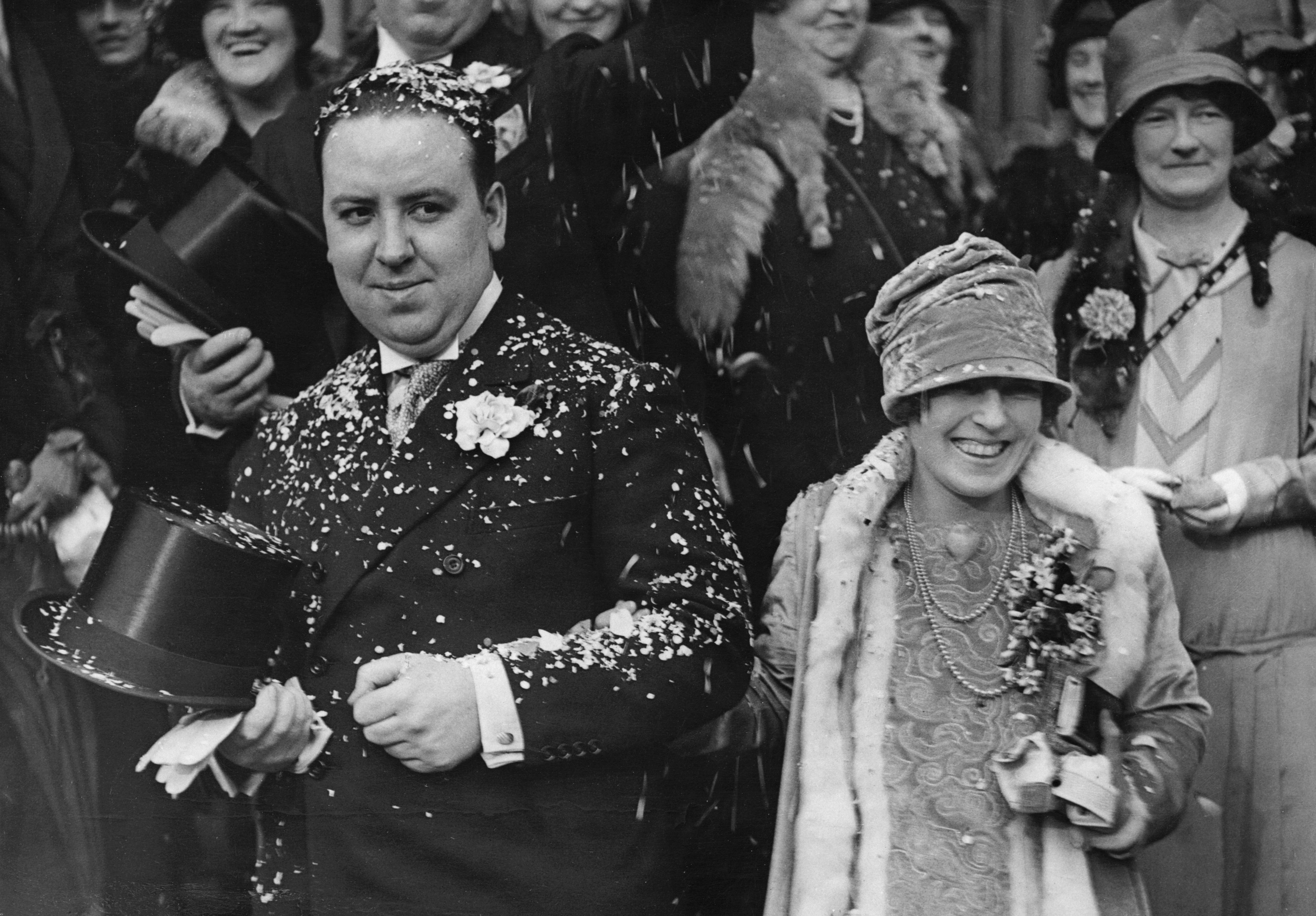
Nhà Hitchcock trong ngày tổ chức đám cưới ở Brompton Oratory, 2 tháng 12 năm 1926.

Ngày 2 tháng 12 năm 1926, Hitchcock kết hôn với nhà biên kịch người Anh-Mỹ Alma Reville (1899–1982) tại Nhà thờ Brompton ở Nam Kensington. Cặp đôi đi hưởng tuần trăng mật ở Paris, Hồ Como và St. Moritz, trước khi trở về Luân Đôn sống chung trong hai tầng trên cùng của căn hộ cho thuê ở số 153 Đường Cromwell, Kensington. Reville sinh ra chỉ ít giờ sau Hitchcock, và đã cải đạo Tin Lành sang Công giáo, dường như là do mẹ Hitchcock nài nỉ; bà được rửa tội vào ngày 31 tháng 5 năm 1927 và làm lễ tại Nhà thờ lớn Westminster bởi Hồng y Francis Bourne vào ngày 5 tháng 6.
Năm 1928, khi biết tin Reville mang bầu, nhà Hitchcock đã mua một trang trại Tudor đặt tên là "Winter's Grace" rộng 11 mẫu Anh trên Hẻm Stroud, Shamley Green, Surrey với giá 2.500 bảng Anh. Đứa con gái và con độc của họ, Patricia Alma Hitchcock, chào đời vào ngày 7 tháng 7 năm đó. Patricia mất vào ngày 9 tháng 8 năm 2021, thọ 93 tuổi.
Reville trở thành người cộng sự thân thiết nhất của chồng mình; Charles Champlin từng viết vào năm 1982: "Xúc giác của Hitchcock có 4 cái thì hai cái là của Alma." Khi Hitchcock nhận giải Thành tựu trọn đời của Viện phim Mỹ vào năm 1979, ông phát biểu rằng muốn nhắc đến "4 người đã dành cho tôi tình cảm, sự trân trọng và động viên nhất cùng sự hợp tác vững bền. Người đầu tiên trong 4 người là nhà dựng phim, người thứ hai là biên kịch, người thứ ba là mẹ của con gái tôi tên Pat, và người thứ tư là đầu bếp từng thể hiện những phép màu trong căn bếp của gia đình. Và tên của 4 người họ là Alma Reville." Reville là người chắp bút hoặc đồng chắp bút kịch bản trong nhiều phim của Hitchcock, chẳng hạn như Shadow of a Doubt, Suspicion và The 39 Steps.

#### Những bộ phim có tiếng đầu tiên

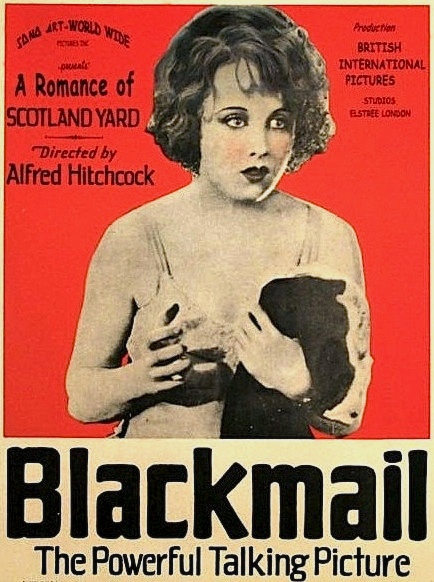
Quảng cáo cho bộ phim Blackmail (1929)

Hitchcock bắt đầu thực hiện dự án phim thứ 10 là Blackmail (1929), khi công ty sản xuất phim là British International Pictures (BIP) chuyển hoạt động từ xưởng phim Elstree sang làm phim có tiếng. Đây là bộ "phim có tiếng" đầu tiên của Anh; từ đó làm phát triển mạnh việc ra đời các bộ phim có tiếng ở Mỹ, từ sử dụng những đoạn âm thanh ngắn trong The Jazz Singer (1927) cho tới bộ phim dài đầu tiên nói từ đầu tới cuối The Lights of New York (1928). Blackmail mở đầu cho thói quen sử dụng các địa danh nổi tiếng làm bối cảnh cho những phân cảnh hồi hộp của Hitchcock, với đoạn cao trào diễn ra trên mái vòm Bảo tàng Anh. Phim còn có một trong những lần xuất hiện khách mời lâu nhất của ông, cụ thể trong phim ông bị một cậu bé con làm phiền khi đang đọc sách trên tàu điện ngầm Luân Đôn. Trong chương trình The Men Who Made The Movies của PBS, Hitchcock giải thích cách ông sử dụng bản thu tiếng đầu tiên làm chất liệu đặc biệt của phim, nhấn mạnh từ "con dao" trong cuộc đối thoại với người phụ nữ bị tình nghi là sát nhân. Trong thời gian này, Hitchcock chỉ đạo các đoạn thuộc vở kịch thời sự Elstree Calling (1930) của BIP và đạo diễn phim ngắn An Elastic Affair (1930) có sự tham gia của hai quán quân học bổng Film Weekly. An Elastic Affair là một trong những tác phẩm bị thất lạc.
Năm 1933, Hitchcock ký hợp đồng làm nhiều phim với Gaumont-British và một lần nữa làm việc dưới trướng Michael Balcon. Bộ phim đầu tiên của ông cho công ty mới là The Man Who Knew Too Much (1934) đã gặt hái thành công; phim thứ hai The 39 Steps (1935) được khen ngợi ở Anh và giúp ông được công nhận ở Mỹ. Phim còn cho ra đời "nàng tóc vàng của Hitchcock" (Madeleine Carroll) tinh hoa của người Anh – hình mẫu cho sự kế thừa những cô nàng vừa lạnh lùng vừa thanh lịch của ông. Nhà biên kịch Robert Towne nhận xét: "Không quá lời khi nói rằng tất cả sự giải trí thoát ly thực tế đương đại khởi đầu bằng The 39 Steps". Phim này là một trong những tác phẩm đầu tiên giới thiệu chi tiết dẫn dắt cốt truyện "MacGuffin", thuật ngữ do nhà biên kịch người Anh Angus MacPhail đặt ra. MacGuffin là một món đồ hoặc mục tiêu mà nhân vật chính theo đuổi, mặc khác nó không hề có giá trị dẫn truyện; trong The 39 Steps, MacGuffin là tập hợp các bản thiết kế bị đánh cắp.

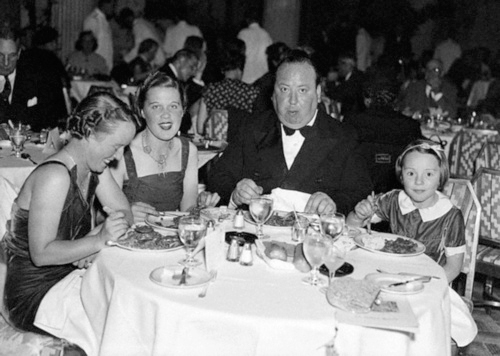
Alma Reville, Joan Harrison, Hitchcock và Patricia Hitchcock vào ngày 24 tháng 8 năm 1937

Hitchcock phát hành hai tựa phim giật gân gián điệp vào năm 1936. Phim Sabotage dựa trên tiểu thuyết của Joseph Conrad, phim The Secret Agent (1907) kể về một người phụ nữ phát hiện ra rằng chồng mình là một tên khủng bố, và Secret Agent dựa trên hai mẩu chuyện trong Ashenden: Or the British Agent (1928) của W. Somerset Maugham.
Lúc bấy giờ, Hitchcock còn khét tiếng với những trò chơi khăm dàn diễn viên và đoàn làm phim. Những trò đùa này trải dài từ đơn giản và vô tư đến điên rồ. Chẳng hạn, ông tổ chức một bữa tiệc tối, nơi ông nhuộm tất cả thức ăn thành màu xanh lam vì vị đạo diễn cho rằng không có đủ thức ăn màu xanh lam. Ông còn gửi một con ngựa đến phòng thay đồ của bạn mình là nam diễn viên Gerald du Maurier.
Kế đến Hitchcock cho ra mắt Young and Innocent vào năm 1937, một bộ phim giật gân hình sự dựa trên cuốn tiểu thuyết A Shilling for Candles của Josephine Tey. Với sự tham gia diễn xuất của Nova Pilbeam và Derrick De Marney, bộ phim tương đối thú vị đối với dàn diễn viên và đoàn làm phim. Để đáp ứng mục đích phân phối ở Mỹ, thời lượng phim đã bị cắt, kể cả loại bỏ một trong những cảnh yêu thích của Hitchcock: một bữa tiệc trà thiếu nhi trở thành mối đe dọa đối với các nhân vật chính.
Dự án thành công lớn tiếp theo của Hitchcock là The Lady Vanishes (1938), "một trong những bộ phim đề tài xe lửa hay nhất từ kỷ nguyên vàng của dòng phim", theo nhận định của Philip French, trong đó Miss Froy (May Whitty), một điệp viên người Anh giả làm gia sư bỗng biến mất trên một cuộc chuyến đi xe lửa qua đất nước Bandrika hư cấu ở châu Âu. Tác phẩm chứng kiến Hitchcock giành giải Hội phê bình phim New York năm 1938 cho Đạo diễn xuất sắc nhất. Benjamin Crisler của tờ New York Times viết vào tháng 6 năm 1938: "Ba thứ nổi danh độc đáo và giá trị mà người Anh có còn chúng tôi ở Mỹ không có: Đại Hiến chương, Cầu Tháp và Alfred Hitchcock, đạo diễn phim tâm lý tình cảm xuất sắc nhất thế giới." Bộ phim dựa trên cuốn tiểu thuyết The Wheel Spins (1936) do Ethel Lina White sáng tác.
Đến năm 1938, Hitchcock biết rằng mình đã đạt đỉnh cao sự nghiệp ở Anh. Ông nhận được rất nhiều lời mời từ các nhà sản xuất ở Hoa Kỳ, song ông từ chối tất cả vì không thích các nghĩa vụ trong hợp đồng hoặc cho rằng các dự án là phản cảm. Tuy nhiên, nhà sản xuất David O. Selznick đưa ra một đề xuất cụ thể là mời làm một bộ phim dựa trên vụ chìm tàu RMS Titanic (dự án sau cùng bị xếp xó), nhưng Selznick đã thuyết phục thành công Hitchcock đến Hollywood. Tháng 7 năm 1938, Hitchcock bay đến New York và nhận ra rằng mình đã là một nhân vật nổi tiếng; ông có mặt trên các tạp chí và trả lời phỏng vấn cho các đài phát thanh. Tại Hollywood, Hitchcock gặp Selznick lần đầu tiên. Selznick đề nghị ông một bản hợp đồng làm 4 phim, khoảng 40.000 đô la Mỹ cho mỗi tác phẩm (tương đương $0 năm 2022).

### Những năm đầu ở Hollywood: 1939–1945

#### Hợp đồng của Selznick
Selznick đã ký với Hitchcock bản hợp đồng có thời hạn 7 năm bắt đầu vào tháng 4 năm 1939, rồi nhà Hitchcock chuyển đến Hollywood. Nhà Hitchcock sống trong một căn hộ rộng lớn nằm trên Đại lộ Wilshire và dần dấn thích nghi với cuộc sống ở Los Angeles. Ông cùng vợ Alma đều kín tiếng và không hào hứng với việc tham dự các bữa tiệc hoặc trở thành người nổi tiếng. Hitchcock đã khám phá sở thích những món ăn hảo hạng ở Tây Hollywood, nhưng vẫn duy trì lối sống của mình từ Anh. Ông ấn tượng với văn hóa làm phim, kinh phí khổng lồ và năng suất của Hollywood, đem so sánh chúng với những hạn chế mà ông thường phải đối mặt ở Anh. Tháng 6 năm ấy, tạp chí Life ví ông là "bậc thầy kịch tâm lý xuất sắc nhất trong lịch sử màn ảnh".
Mặc dù Hitchcock và Selznick dành sự tôn trọng lẫn nhau, nhưng các khâu sắp xếp công việc của họ đôi khi gặp trục trặc. Selznick liên tục dính phải những vấn đề tài chính, còn Hitchcock thường không vui khi Selznick kiểm soát và can thiệp sáng tạo trong những bộ phim của ông. Selznick cũng không hài lòng với phương pháp ghi hình chỉ những gì có trong kịch bản của Hitchcock mà không còn gì khác, tức là bộ phim không thể bị cắt và tái dựng theo cách khác về sau. Giống như lời phàn nàn về cách "cắt ghép hình chết tiệt" của Hitchcock, cá tính của hai người tỏ ra không hòa hợp: Hitchcock dè dặt còn Selznick thì lại khoa trương. Sau cùng, Selznick hào phóng cho Hitchcock đi vay các xưởng phim lớn hơn. Selznick chỉ làm một ít him mỗi năm, giống như nhà sản xuất phim độc lập đồng hương Samuel Goldwyn, vì thế không phải lúc nào ông cũng nắm trong tay các dự án để Hitchcock làm đạo diễn. Goldwyn cũng thỏa thuận với Hitchcock về một bản hợp đồng tiềm năng, chỉ để Selznick đưa ra cái giá hấp dẫn hơn để giữ Hitchcock. Trong một buổi phỏng vấn sau này, Hitchcock chia sẻ: "[Selznick] là một nhà sản xuất lớn... Nhà sản xuất là vua. Lời tâng bốc nhất mà Ngài Selznick từng nói về tôi—và nó cho bạn thấy ổng nắm quyền kiểm soát ra sao—ổng nói rằng tôi là 'đạo diễn duy nhất' mà ông ấy 'tin tưởng với một bộ phim'."
Hitchcock tiến cận với nền điện ảnh Mỹ một cách thận trọng; bộ phim Mỹ đầu tiên của ông lấy bối cảnh ở Anh, trong đó "chất Mỹ" của các nhân vật là ngẫu nhiên: Rebecca (1940) lấy bối cảnh tại Cornwall – một phiên bản của Hollywood tại Anh và dựa trên một cuốn tiểu thuyết của tiểu thuyết gia người Anh Daphne du Maurier. Selznick nhất quyết muốn chuyển thể trung thành với tựa sách và không đồng ý với cách sử dụng yếu tố hài hước của Hitchcock. Với sự tham gia diễn xuất của Laurence Olivier và Joan Fontaine nói về một cô gái trẻ ngây thơ vô danh cưới một vị quý tộc góa vợ. Cô sống trong một căn biệt thự ở miền nông thôn nước Anh của chồng, và phải đấu tranh với danh tiếng còn sót lại của Rebecca – người vợ đầu thanh lịch và trần tục của ông, sau khi cô mất một cách bí ẩn. Tác phẩm đã giành Phim hay nhất tại lễ trao giải Oscar lần thứ 13; tượng vàng được trao cho nhà sản xuất Selznick. Hitchcock thì nhận được đề cử Đạo diễn xuất sắc nhất đầu tiên, một trong số 5 đề cử của ông sau này.
Dự án phim Mỹ thứ hai của Hitchcock là phim giật gân Foreign Correspondent (1940), lấy bối cảnh ở Châu Âu, dựa trên cuốn sách Personal History (1935) của Vincent Sheean và do Walter Wanger làm nhà sản xuất. Tác phẩm đã giành đề cử Oscar cho Phim xuất sắc nhất năm ấy. Hitchcock cảm thấy không thoải mái khi sống và làm việc ở Hollywood trong lúc nước Anh đang có chiến tranh; mối quan tâm của ông đã cho ra đời một bộ phim công khai ủng hộ nỗ lực chiến tranh của Anh. Được ghi hình vào năm 1939, bộ phim lấy cảm hứng từ những sự kiện đang thay đổi nhanh chóng ở châu Âu, do một phóng viên tin tức người Mỹ (Joel McCrea) đưa tin. Bằng cách kết hợp những thước phim về các cảnh ở châu Âu với các cảnh được ghi hình trên phim trường ngoài trời của Hollywood, bộ phim tránh nhắc trực tiếp đến chủ nghĩa Quốc Xã, Đức Quốc Xã và người Đức để tuân thủ Bộ luật sản xuất điện ảnh vào thời điểm đó.

#### Những năm đầu thời chiến
Tháng 9 năm 1940, nhà Hitchcock mua lại Trang trại Cornwall rộng 200 mẫu Anh (0,81 km2) gần Thung lũng Scotts, California, nằm trong dãy núi Santa Cruz. Chỗ ở chính của họ là một căn nhà thiết kế theo kiểu Anh tại Bel Air, được mua vào năm 1942. Những bộ phim của Hitchcock trong thời kỳ này rất đa dạng, từ tác phẩm hài lãng mạn Mr. & Mrs. Smith (1941) cho tới phim noir lạnh lẽo Shadow of a Doubt (1943).
Suspicion (1941) đánh dấu bộ phim đầu tiên của Hitchcock làm nhà sản xuất kiêm đạo diễn. Phim lấy bối cảnh ở Anh; Hitchcock đã chọn bờ biển phía bắc của Santa Cruz để ghi hình cảnh phim bờ biển của Anh. Đây là tác phẩm đầu tiên trong 4 phim mà Cary Grant được Hitchcock tuyển vai và là một trong những dịp hiếm hoi mà Grant hóa thân làm một nhân vật độc ác. Grant thủ vai Johnnie Aysgarth, một tên lừa bịp người Anh có những hành động làm người vợ bẽn lẽn của y, Lina McLaidlaw (Joan Fontaine) cảm thấy nghi ngờ và lo lắng. Trong một cảnh phim, Hitchcock đặt ngọn đèn bên một ly sữa (có lẽ đã bị bỏ độc) mà Grant đem đến cho vợ mình; ánh đèn như đảm bảo sự chú ý của khán giả vào ly sữa. Nhân vật của Grant thực chất là một tên sát nhân như đã viết trong cuốn sách nguyên tác Before the Fact của Francis Iles, song hãng phim thấy hình ảnh của Grant có thể vì thế mà bị hoen ố. Do đó Hitchcock đã chỉnh đoạn cuối phim thành một cảnh kết mơ hồ, dù ông muốn kết thúc phim bằng vụ sát hại người vợ. Fontaine đã thắng giải Oscar cho nữ diễn viên chính xuất sắc nhất nhờ màn thể hiện của cô trong phim.

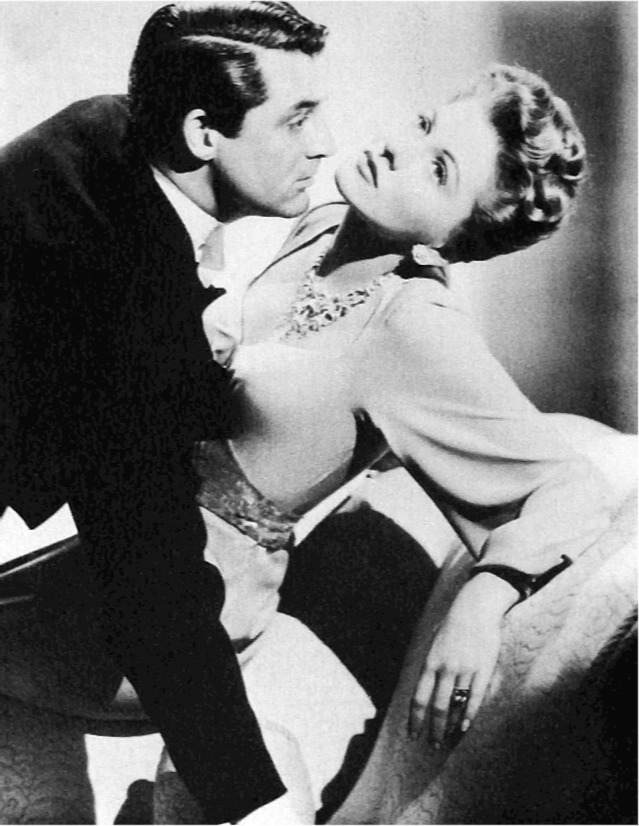
Cary Grant và Joan Fontaine trong một cảnh chụp hình quảng cáo trong phim Suspicion (1941)

Saboteur (1942) là tác phẩm đầu tiên trong số hai phim mà Hitchcock làm cho hãng Universal Studios trong thập niên 40. Hitchcock bị Universal ép phải sử dụng hai diễn viên mà Universal đã ký hợp đồng là Robert Cummings và Priscilla Lane (một người hành nghề tự do ký hợp đồng đóng một phim với Universal), cả hai được biết tới với những tác phẩm hài và chính kịch nhẹ. Truyện phim miêu tả cuộc đối đầu giữa một nghi phạm phá hoại (Cummings) và kẻ phá hoại thực sự (Norman Lloyd) trên đỉnh Tượng Nữ thần Tự do. Hitchcock mất ba ngày đi quanh thành phố New York để tìm các địa điểm ghi hình cho Saboteur. Ông còn đạo diễn Have You Heard? (1942), một tác phẩm kịch dưới dạng hình ảnh cho tạp chí Life nói về mối nguy của những tin đồn trong thời chiến. Năm 1943, ông viết một câu chuyện ly kỳ cho tạp chí Look mang tên "Vụ ám sát Monty Woolley" – một chuỗi các bức ảnh có chú thích mời độc giả tìm kiếm những manh mối đến danh tính của tên sát nhân; Hitchcock đã tuyển các diễn viên vào vai chính họ như Woolley, Doris Merrick và người hóa trang Guy Pearce.
Trở lại nước Anh, mẹ của Hitchcock là bà Emma bị ốm nặng; bà từ trần vào ngày 26 tháng 9 năm 1942, thọ 79 tuổi. Hitchcock chưa bao giờ phát ngôn công khai về mẹ mình, nhưng người trợ lý của ông cho biết ông rất ngưỡng mộ bà. 4 tháng sau, tức vào ngày 4 tháng 1 năm 1943, người anh William của ông tử vong vì sốc thuốc ở tuổi 52. Hitchcock không quá thân thiết với William, nhưng cái chết của người anh làm Hitchcock ý thức về thói quen ăn uống của ông. Ông bị thừa cân và mắc chứng đau lưng. Ông hạ quyết tâm vào dịp Năm mới 1943 sẽ thực hiện nghiêm tức chế độ ăn với sự giúp đỡ của một bác sĩ. Tháng 1 năm ấy, Shadow of a Doubt đã công chiếu, gợi lại cho Hitchcock những kỷ niệm đẹp khi làm phim. Trong phim, Charlotte "Charlie" Newton (Teresa Wright) nghi ngờ người chú yêu quý Charlie Oakley (Joseph Cotten) của mình là một tên sát nhân hàng loạt. Hitchcock đã bấm máy ghi hình ở rất nhiều nơi, lần này là ở thành phố Santa Rosa phía Bắc California.

Tại 20th Century Fox, Hitchcock tiến cận John Steinbeck để bàn về ý tưởng làm một bộ phim ghi lại trải nghiệm của những người sống sót sau vụ tấn công bằng tàu U-boat của Đức. Steinbeck bắt đầu viết kịch bản cho dự án phim Lifeboat (1944) về sau. Tuy nhiên, Steinbeck không hài lòng với bộ phim và yêu cầu xóa tên ông khỏi phần danh đề, song chẳng ích gì. Ý tưởng này được Harry Sylvester viết lại thành một truyện ngắn và xuất bản trên tạp chí Collier's vào năm 1943. Những phân cảnh hành động được ghi hình trên một chiếc thuyền nhỏ trong bể nước của phim trường. Phim trường làm nảy sinh vấn đề vai khách mời truyền thống của Hitchcock; vấn đề được giải quyết bằng cách để hình ảnh của Hitchcock xuất hiện trên một tờ báo mà William Bendix đang đọc trên thuyền, in hình vị đạo diễn trong một quảng cáo trước và sau "Reduco-Obesity Slayer". Ông kể với Truffaut vào năm 1962:
Lúc bấy giờ tôi đang trong chế độ ăn kiêng nghiêm ngặt, lao động khổ sở từ 300 xuống 200 pound. Vì thế tôi quyết định lưu giữ phần tụt cân và diễn vai nhỏ của mình bằng cách tạo dang cho những tấm hình "trước" và "sau". ... Tôi thực sự bị ngập chìm trong đám thư từ những người béo muốn biết họ có thể lấy Reduco ở đâu và như thế nào.

Bữa tối điển hình của Hitchcock trước khi giảm cân là gà nướng, giăm bông luộc, khoai tây, bánh mì, rau, gia vị, salad, món tráng miệng, một chai rượu vang và chút rượu mạnh. Để giảm cân, chế độ ăn kiêng của ông gồm cà phê đen cho bữa sáng và bữa trưa, bít tết và salad cho bữa tối, nhưng thật khó để duy trì; Donald Spoto ghi chép rằng cân nặng của ông dao động đáng kể trong hơn 40 năm tới. Cuối năm 1943, mặc dù đã giảm cân, Công ty Bảo hiểm Occidental của Los Angeles từ chối đơn xin bảo hiểm nhân thọ của ông.

#### Những phim phi hư cấu thời hậu chiến
— Alfred Hitchcock (1967)
Hitchcock trở lại Anh trong một chuyến thăm kéo dài từ cuối năm 1943 đến đầu năm 1944. Trong lúc ấy ông làm hai bộ phim ngắn tuyên truyền là Bon Voyage (1944) và Aventure Malgache (1944) cho Bộ Thông tin. Vào tháng 6 và tháng 7 năm 1945, Hitchcock làm "cố vấn nghiên cứu" cho bộ phim tài liệu về Holocaust sử dụng những trích đoạn của Khối Đồng Minh về công cuộc giải phóng những trại tập trung của Đức Quốc xã. Bộ phim được thực hiện ở Luân Đôn và sản xuất bởi Sidney Bernstein của Bộ Thông tin (ông là bạn của Hitchcock và đã đưa vị đạo diễn lên tàu). Lúc đầu phim được dự kiến chiếu cho người Đức xem, nhưng chính phủ Anh lại thấy quá đau thương khi chiếu phim cho một người dân bị sốc hậu chiến. Thay vào đó, năm 1952 tác phẩm được chuyển từ kho lưu trữ phim của Văn phòng chiến tranh Anh sang Bảo tàng Chiến tranh Đế quốc của Luân Đôn và vẫn chưa được phát hành cho đến năm 1985, khi một bản dựng phim được phát sóng thành một tập trong chương trình Frontline của Mỹ dưới nhan đề mà Bảo tàng chiến tranh Đế quốc đặt là: Memory of the Camps. Phiên bản dài đấy đủ của bộ phim là German Concentration Camps Factual Survey đã được phục chế bởi các học giả của Bảo tàng chiến tranh Đế quốc vào năm 2014.

### Những năm hậu chiến ở Hollywood: 1945–1953

#### Những bộ phim cuối của Selznick

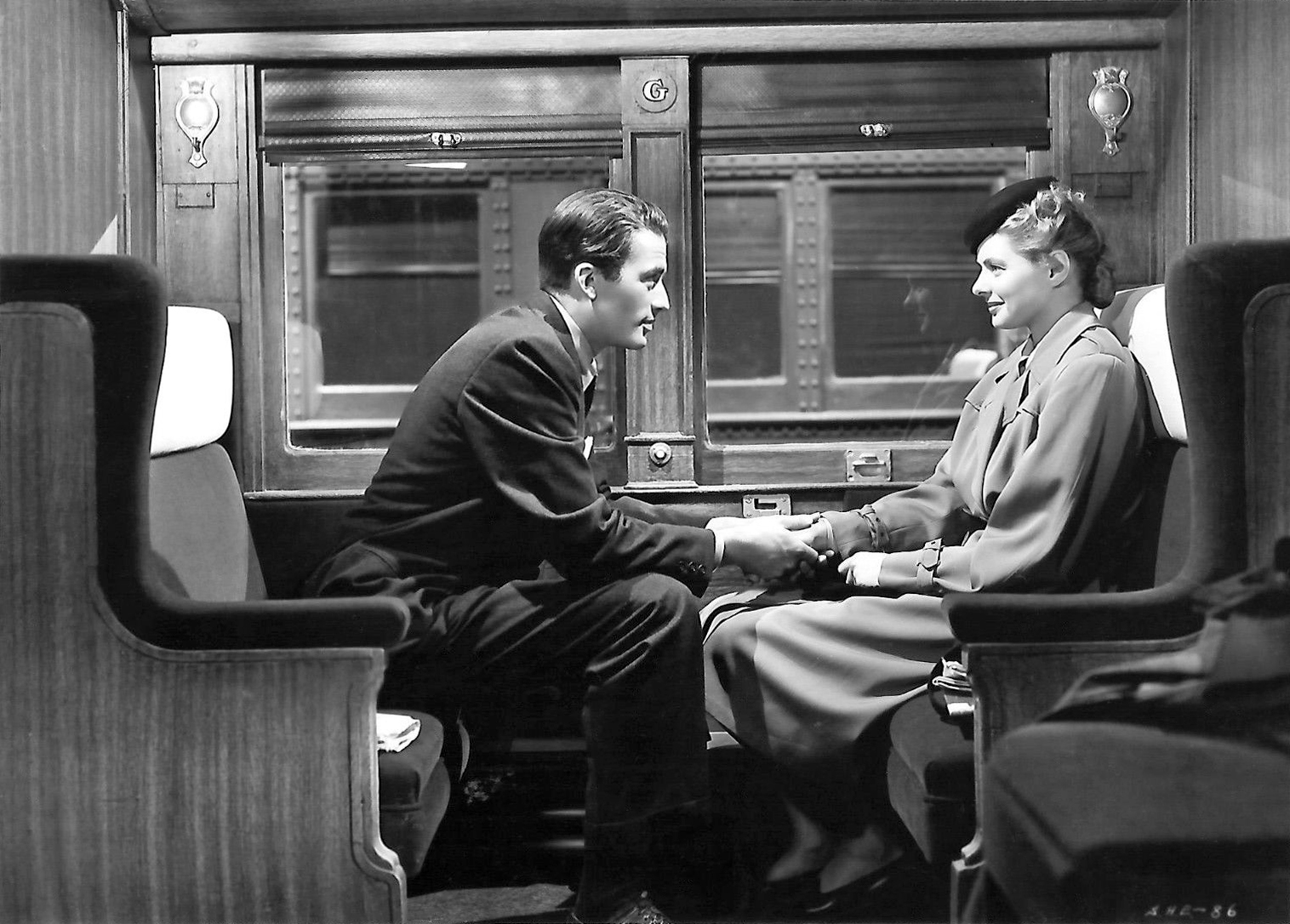
Gregory Peck và Ingrid Bergman trong phim Spellbound (1945)

Hitchcock hợp tác cùng David Selznick một lần nữa trong tác phẩm Spellbound (1945) mà ông làm đạo diễn; phim khám phá đề tài phân tâm học và có một chuỗi cảnh giấc mơ do Salvador Dalí thiết kế. Chuỗi cảnh giấc mơ xuất hiện trong ngắn hơn 10 phút so với hình dung ban đầu; Selznick đã biên tập chuỗi cảnh này để giúp nó "phát huy" hiệu quả hơn. Gregory Peck thủ vai Tiến sĩ Anthony Edwardes bị mất trí nhớ phải tìm đến sự điều trị của Tiến sĩ phân tích Peterson (Ingrid Bergman), rồi cô phải lòng anh trong lúc cố tìm hiểu về quá khứ bị kìm nén của anh. Hai cảnh quay theo góc nhìn thứ nhất được thực hiện bằng cách xây dựng một cánh tay gỗ lớn (vật này dường như thuộc về nhân vật mà góc máy đặt điểm nhìn) và cầm những đạo cụ ngoại cỡ: một ly sữa to bằng chiếc xô và một khẩu súng gỗ lớn. Nhằm tăng thêm tác động mới lạ, cảnh bắn súng cao trào được tô màu đỏ thủ công trên vài bản sao của bộ phim đen trắng. Phần nhạc nền do Miklós Rózsa sáng tác có sử dụng nhạc cụ theremin, một vài đoạn nhạc sau đó được tác giả chuyển thể thành bản nhạc Piano Concerto Op. 31 (1967) của Rozsa chơi trên piano và dàn nhạc.
Bộ phim đề tài gián điệp Notorious là tác phẩm kế tiếp công chiếu vào năm 1946. Hitchcock bảo François Truffaut rằng Selznick đã bán ông, Ingrid Bergman, Cary Grant và kịch bản của Ben Hecht cho hãng RKO Radio Pictures dưới dạng "trọn gói" với giá 500.000 đô la Mỹ (tương đương $7.503 năm 2022) do kinh phí làm phim Duel in the Sun (1946) của Selznick bị đội lên. Notorious có sự tham gia diễn xuất của Bergman và Grant (cả hai người hợp tác lâu năm với Hitchcock) và có cốt truyện nói về Đức Quốc Xã, urani và Nam Mỹ. Hành động sử dụng urani làm chi tiết dẫn dắt cốt truyện đã làm ông bị đặt dưới sự giám sát nghiêm ngặt của Cục Điều tra Liên bang trong thời gian ngắn. Theo lời Patrick McGilligan, đâu đó vào khoảng tháng 3 năm 1945, Hitchcock và Hecht đã tham vấn Robert Millikan của Viện Công nghệ California về việc phát triển một quả bom urani. Selznick phàn nàn rằng khái niệm làm phim là "khoa học viễn tưởng", chỉ để đối sánh với tin tức về vụ thả hai quả bom nguyên tử xuống Hiroshima và Nagasaki tại Nhật Bản vào tháng 8 năm 1945.

#### Transatlantic Pictures

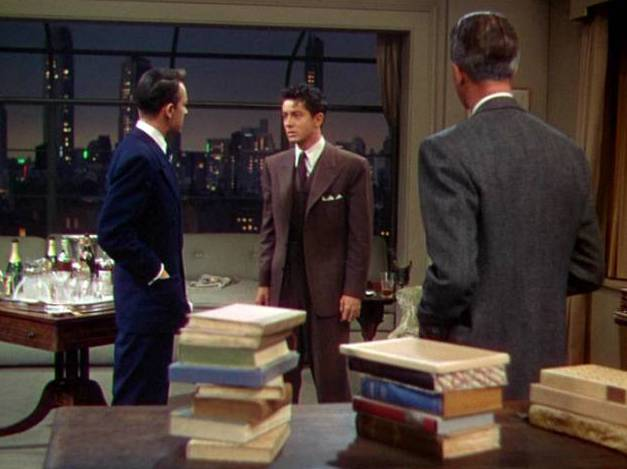
Một góc máy điển hình trích từ phim Rope (1948) với James Stewart quay lưng về phía góc máy đang ghi hình liên tục

Hitchcock đã lập nên công ty sản xuất phim độc lập mang tên Transatlantic Pictures cùng với người bạn Sidney Bernstein. Ông làm hai bộ phim với Transatlantic, một trong số đó là tác phẩm phim màu đầu tiên của ông. Với Rope (1948), Hitchcock đã được trải nghiệm dẫn dắt sự hồi hộp trong một môi trường hạn chế, giống như ông từng làm với Lifeboat trước kia. Phim có số lượng cảnh quay liên tục rất hạn chế, nhưng tác phẩm thực sự được ghi hình trong 10 cảnh (thời lượng từ 4-1⁄2 đến 10 phút mỗi cảnh); thời lượng 10 phút của phim là thời lượng dài nhất mà vỏ cuộn ghi hình phim có thể chứa lúc bấy giờ. Một vài đoạn chuyển cảnh giữa các cuộn phim bị ẩn mất do một vật thể tối che mất toàn bộ khung hình trong chốc lát. Hitchcock đã sử dụng những điểm ấy để giấu đi đoạn cắt và bắt đầu quay cảnh kế tiếp với máy quay đặt cùng vị trí. Phim có sự tham gia diễn xuất của James Stewart trong vai chính và là bộ đầu tiên trong 4 phim mà Stewart làm với Hitchcock. Phim được lấy cảm hứng từ vụ án Leopold và Loeb ở thập niên 1920. Các đánh giá từ giới phê bình dành cho bộ phim lúc ấy là trái chiều.
Under Capricorn (1949), lấy bối cảnh nước Úc thế kỉ 19, cũng sử dụng những cú máy ghi hình dài trong ngắn hạn, nhưng ở tần suất hạn chế hơn. Ông một lần nữa dùng màu trong tác phẩm này, rồi quay trở về với màu đen-trắng trong nhiều năm. Transatlantic Pictures ngừng hoạt động sau khi làm hai bộ phim cuối. Hitchcock đã quay phim Stage Fright (1950) tại xưởng phim Elstree ở Anh, nơi ông từng làm việc theo hợp đồng cho British International Pictures nhiều năm trước. Ông đã ghép đôi Jane Wyman (một trong những minh tinh nổi tiếng nhất của Warner Bros. lúc ấy) với nữ diễn viên biệt xứ người Đức Marlene Dietrich và sử dụng nhiều diễn viên Anh tên tuổi như Michael Wilding, Richard Todd và Alastair Sim. Đây là tác phẩm đúng nghĩa đầu tien mà Hitchcock làm cho Warner Bros. – đơn vị từng nắm quyền phân phối Rope và Under Capricorn, bởi Transatlantic Pictures đang gặp khó khăn về tài chính.
Tác phẩm giật gân Strangers on a Train (1951) của ông dựa trên cuốn tiểu thuyết cùng tên của Patricia Highsmith. Hitchcock đã kết hợp nhiều yếu tố từ những bộ phim trước của ông. Ông đã mời Dashiell Hammett viết thoại, nhưng Raymond Chandler nhận việc này rồi rời đi do bất đồng với vị đạo diễn. Trong phim, hai người đàn ông tình cờ gặp nhau, một người trong số họ đoán ra phương thức giết người hết sức rõ ràng; anh đề xuất rằng hai người (mỗi bên đều muốn kết liễu kẻ còn lại) nên thực hiện phương thực giết người của người kia. Farley Granger vào vai nạn nhân vô tội của âm mưu, còn Robert Walker (trước đây nổi tiếng với các vai "cậu bé hàng xóm") là người thủ vai phản diện. Phim I Confess (1953) lấy bối cảnh tại Quebec với Montgomery Clift hóa thân làm một linh mục Cơ đốc giáo.

### Những năm hoàng kim: 1954–1964

#### Dial M for MurdervàRear Window

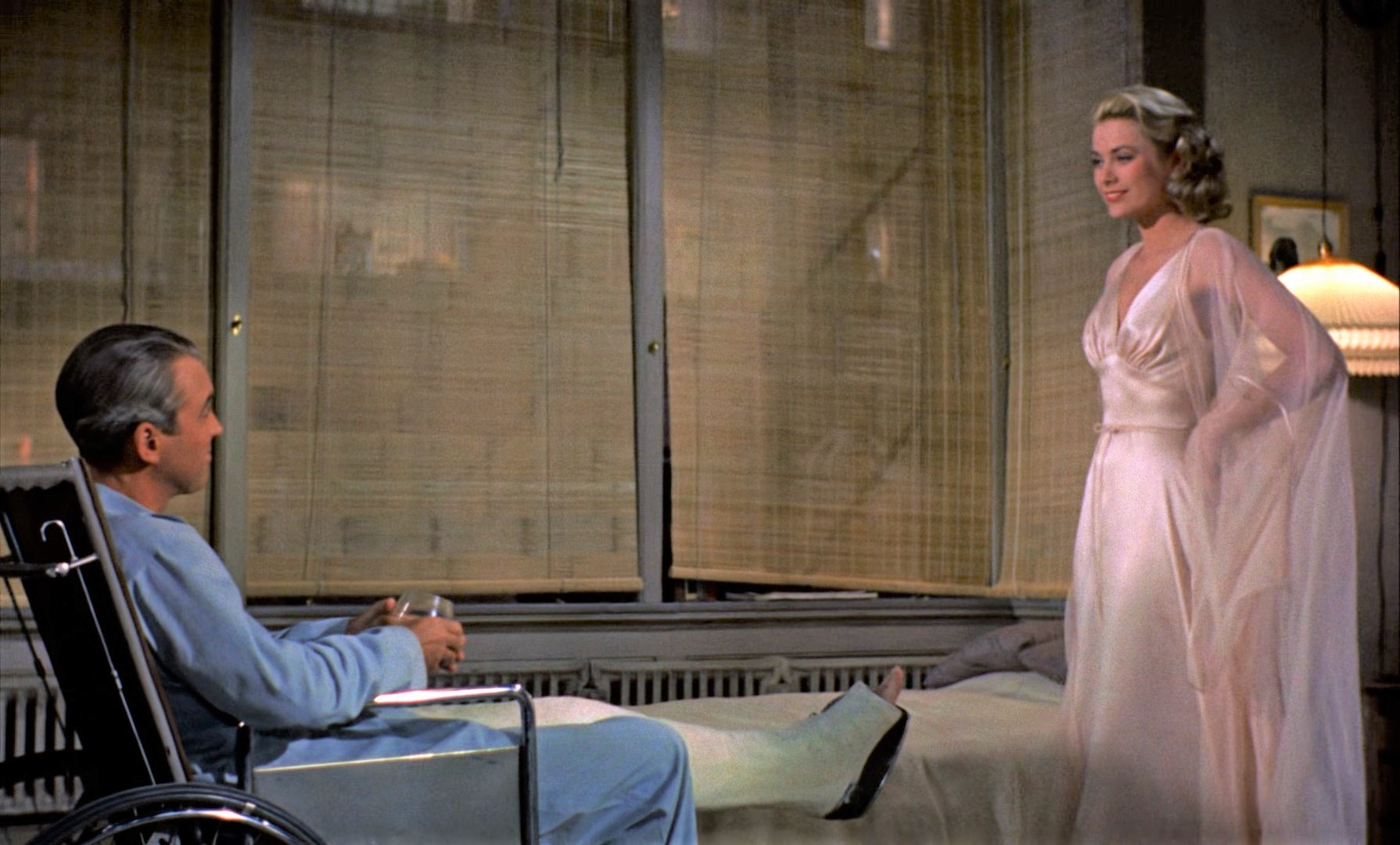
James Stewart và Grace Kelly trong phim Rear Window (1954)

Kế tiếp I Confess là ba tác phẩm phim màu có sự tham gia của Grace Kelly: Dial M for Murder (1954), Rear Window (1954) và To Catch a Thief (1955). Trong Dial M for Murder, Ray Milland thủ vai phản diện cố ám sát người vợ không chung thủy của mình (Kelly) nhằm chiếm đoạt tiền của cô. Cô giết tên thích khách thuê trong lúc tự vệ, vì thế Milland thao túng bằng chứng để làm vụ việc giống như giết người. Tình nhân của cô, Mark Halliday (Robert Cummings) và Thanh tra cảnh sát Hubbard (John Williams) là những người cứu cô khỏi bị hành quyết. Hitchcock đã thử nghiệm kỹ thuật ghi hình 3D với Dial M for Murder.
Hitchcock chuyển tới Paramount Pictures và bấm máy thu hình Rear Window (1954), một lần nữa có sự góp mặt của James Stewart và Grace Kelly, cũng như Thelma Ritter và Raymond Burr. Nhân vật của Stewart là một nhiếp ảnh gia tên Jeff (dựa trên Robert Capa) tạm thời phải dùng xe lăn. Vì buồn chán, anh bắt đầu quan sát hàng xóm của mình qua sân trong, rồi đinh ninh rằng một trong số họ (Raymond Burr) là người sát hại vợ anh. Sau cùng Jeff cố thuyết phục ông bạn thân cảnh sát (Wendell Corey) và cô bạn gái (Kelly). Giống như với Lifeboat và Rope, các nhân vật chính được miêu tả trong những góc nhà hẹp hoặc chật chội, trong trường hợp này là căn hộ phòng thu của Stewart. Hitchcock sử dụng góc máy quay cận cảnh mặt của  Stewart để thẻ hiện những phản ứng của nhân vật mà anh đóng, "từ thói nhìn trộm kỳ cục hướng vào hàng xóm của mình cho đến nỗi khiếp đảm bất lực khi nhìn Kelly và Burr trong căn hộ của phản diện".

#### Alfred Hitchcock Presents

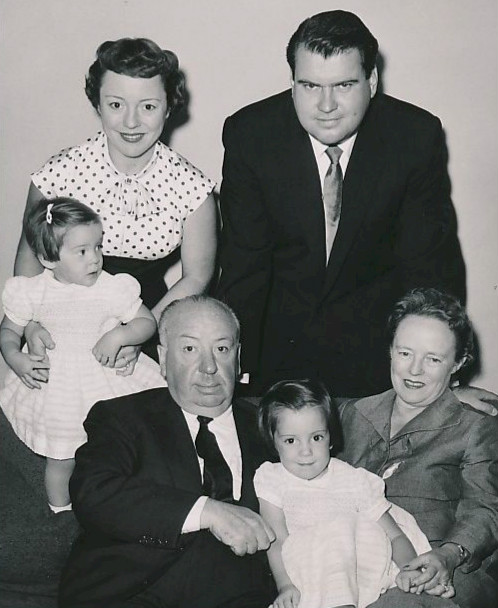
Pat Hitchcock với cô con gái Terry và chồng Joseph O'Connell, Alma Reville, Mary Alma O'Connell, Alfred Hitchcock (phía trái dưới), vào khoảng 1955–1956

Từ năm 1955 đến 1965, Hitchcock là người dẫn chương trinh truyền hình Alfred Hitchcock Presents. Với cách nói kỳ quặc, khiếu hài hước và hình ảnh biểu tượng của vị đạo diễn, chương trình đã biến Hitchcock thành nhân vật nổi tiếng. Chuỗi tiêu đề của chương trình là một bức hình biếm họa vẽ tối giản lược sử của ông (do chính tay ông vẽ; gồm chỉ 9 nét vẽ), rồi cái bóng thật của ông in đè lên. Nhạc hiệu của chương trình là bài Funeral March of a Marionette của nhà soạn nhạc người Pháp Charles Gounod (1818–1893).
Những phần giới thiệu của ông luôn mang nét hài hước gượng, chẳng hạn như miêu tả một vụ hành quyết nhiều người gần đây bị cản trở bởi chỉ có một chiếc ghế điện, trong khi hai chiếc ghế kia ghi ký hiệu "Hai ghế—không chờ đợi!" Ông đã đạo diễn 18 tập của sê-ri, được phát sóng từ 1955 đến 1965. Chương trình trở thành The Alfred Hitchcock Hour vào năm 1962, và NBC là đơn vị phát sóng tập cuối vào ngày 10 tháng 5 năm 1965. Ở thập niên 1980, một phiên bản mơi của Alfred Hitchcock Presents đã được sản xuất để chiếu trên màn ảnh nhỏ, sử dụng những phần giới thiệu gốc của Hitchcock dưới dạng có màu.
Thành công của Hitchcock trên mảng truyền hình là nguyên nhân ra đời hàng loạt tuyển tập truyện ngắn mang tên ông; trong số này có Alfred Hitchcock's Anthology, Stories They Wouldn't Let Me Do on TV và Tales My Mother Never Told Me. Năm 1956, HSD Publications còn cấp phép dùng tên vị đạo diễn để sáng tạo ra Alfred Hitchcock's Mystery Magazine, một cuốn tập san phát hành hàng tháng chuyên về hình sự và trinh thám hư cấu. Chương trình truyền hình của Hitchcock rất ăn khách, còn các bản sách nước ngoài của ông mang về lợi nhuận lên tới 100.000 đô la Mỹ/năm (tương đương $989 năm 2022).

#### TừTo Catch a ThiefđếnVertigo
Năm 1955, Hitchcock trở thành công dân Hoa Kỳ. Cùng năm ấy, bộ phim thứ ba của ông với Grace Kelly, To Catch a Thief được công chiếu; phim lấy bối cảnh ở Côte d’Azur với sự tham gia diễn xuất của Kelly và Cary Grant. Grant thủ vai tên trộm đã giải nghệ John Robie; anh trở thành nghi phạm chính của hàng loại vụ cướp tại Côte d’Azur. Một cô gái sở hữu quyền thừa kế và ưa những tình huống ly kỳ (do Kelly thủ vai) phỏng đoán danh tiếng thật của anh và cố quyến rũ anh. "Mặc cho chênh lệch tuổi tác rõ ràng giữa Grant và Kelly cùng một cốt truyện nhẹ nhàng, kịch bản dí dỏm (chứa nhiều hàm ý kép) và diễn xuất ôn hậu đã giúp phim gặt hái thành công về mặt thương mại." Đây là phim cuối của Hitchcock với Kelly; cô kết hôn với Công tuóc Rainier của Monaco vào năm 1956 và chấm dứt sự nghiệp điện ảnh của mình sau đó. Tiếp đó Hitchcock làm lại bộ phim của chính mình năm 1934 The Man Who Knew Too Much với bản phim năm 1956. Lần này tác phẩm có sự tham gia diễn xuất của James Stewart và Doris Day – người thể hiện bài hát chủ đề "Que Sera, Sera"; ca khúc đã thắng giải Oscar cho ca khúc trong phim hay nhất và trở thành một bài hit lớn. Họ hóa thân vai một cặp đôi có con trai bị bắt cóc nhằm ngăn họ can thiệp vào một vụ ám sát. Giống như bản phim năm 1934, đoạn cao trào diễn ra tại Royal Albert Hall.
The Wrong Man (1956) – phim cuối của Hitchcock với Warner Bros. là một tác phẩm đen–trắng không quá sôi nổi dựa trên một trường hợp nhầm lẫn danh tính có thật từng được đưa tin trên tạp chí Life vào năm 1953. Đây là bộ phim duy nhất của Hitchcock có sự tham gia của Henry Fonda, anh thủ vai một nhạc sĩ của câu lạc bộ Stork Club bị nhận nhầm với một tên trộm rượu, rồi bị bắt và xét xử vì tội cướp, còn vợ anh (Vera Miles) suy sụp tinh thần vì quá căng thẳng. Hitchcock nói với Truffaut rằng nỗi sợ hãi cảnh sát cả đời ông đã thu hút ông với đề tài này và vị đạo diễn còn lồng ghép nỗi sợ ấy vào nhiều cảnh phim.

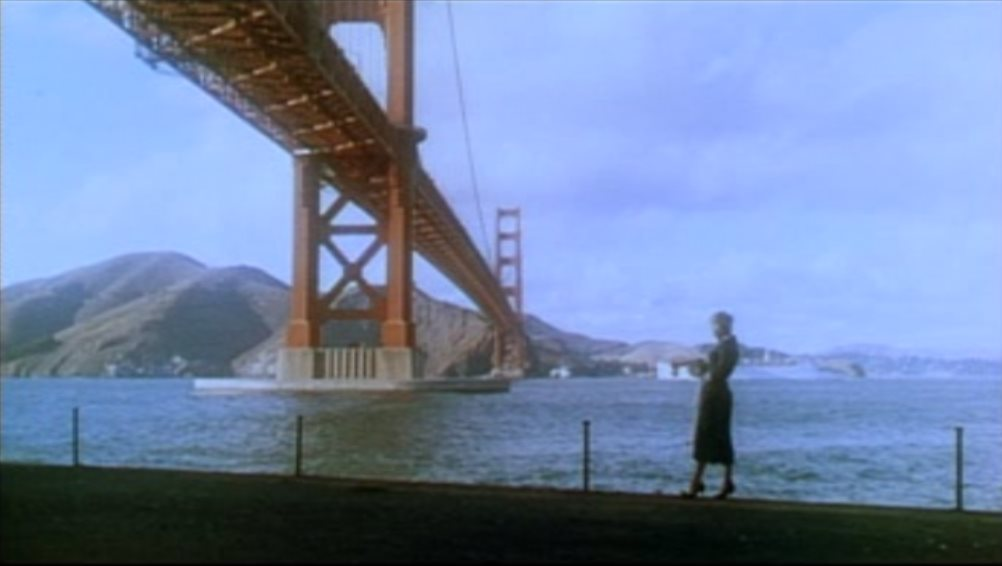
Kim Novak đứng cạnh cây Cầu Cổng Vàng trong phim Vertigo (1958)

Trong lúc chỉ đạo các tập phim của Alfred Hitchcock Presents ở mùa hè năm 1957, Hitchcock phải nhập viện vì bị thoát vị và sỏi mật, nên buộc phải cắt bỏ túi mật. Sau ca phẫu thuật thành công, ông ngay lập tức trở lại làm việc để chuẩn bị cho dự án kế tiếp. Vertigo (1958) một lần nữa có sự tham gia của James Stewart, bên cạnh Kim Novak và Barbara Bel Geddes. Vị đạo diễn từng muốn Vera Miles nhận vai chính song cô lại đang mang bầu. Ông chia sẻ với Oriana Fallaci: "Tôi đã mời cô ấy một vai lớn, cơ hội trở thành một quý cô tóc vàng xinh đẹp thông minh, một nữ diễn viên thực thụ. Chúng tôi đã chi hàng đồng đô-la cho vai ấy, và thật tệ là cô ấy lại mang bầu. Tôi ghét phụ nữ bầu bí, bởi sau đó họ có con nhỏ."
Trong phim Vertigo, Stewart thủ vai Scottie, một cựu thanh tra cảnh sát bị mắc chứng sợ độ cao, trở nên ám ảnh với một người phụ nữ mà anh được thuê để theo dõi (Novak). Nỗi ám ảnh của Scottie dẫn tới bi kịch, và lần này Hitchcock không lựa chọn cái kết có hậu. Một vài nhà phê bình, trong đó có Donald Spoto và Roger Ebert nhất trí rằng Vertigo là bộ phim riêng tư và mang tính khám phá nhất của vị đạo diễn, đối phó với những nỗi ám ảnh kiểu Pygmalion của một người đàn ông về việc biến một phụ nữ thành người mà anh ta thèm khát. Vertigo khám phá trần trụi hơn và sâu sắc hơn mối quan tâm của ông về liên hệ giữa tình dục và cái chết, hơn bất kì tác phẩm nào khác trong sự nghiệp của ông.
Vertigo có sử dụng kĩ thuật ghi hình do Irmin Roberts phát triển (thường được gọi là dolly zoom), về sau được nhiều nhà làm phim sao chép. Bộ phim có buổi chiếu ra mắt tại Liên hoan phim quốc tế San Sebastián, và Hitchcock giật giải Silver Seashell. Vertigo được xem là một tác phẩm điện ảnh kinh điển, song phim lại thu về những đánh giá trái chiều và doanh thu bán vé nghèo nàn lúc bấy giờ; nhà phê bình từ tạp chí Variety nhận định rằng phim "quá chậm và quá dài". Bosley Crowther của tờ New York Times thì thấy phim "rất chi là gượng gạo", nhưng dành lời khen cho khâu diễn xuất và phần chỉ đạo của Hitchcock. Tác phẩm còn đánh dấu lần hợp tác cuối giữa Stewart và Hitchcock. Trong cuộc bầu chọn của Sight & Sound năm 2002, phim chỉ xếp sau Citizen Kane (1941); 10 năm sau, cũng chính bởi ấn phẩm này, các nhà phê bình đã lựa chọn tác phẩm là bộ phim điện ảnh hay nhất từng được làm ra.

#### North by NorthwestvàPsycho
Sau Vertigo, phần còn lại của năm 1958 là một năm khó nhằn với Hitchcock. Trong giai đoạn tiền sản xuất của North by Northwest (1959) — vốn diễn ra "chậm" và "gian nan", vợ ông Alma bị chẩn đoán mắc ung thư. Trong khi bà ở trong bệnh viện, Hitchcock bận rộn với lịch làm việc trên truyền hình song vẫn ghé thăm bà hàng ngày. Alma trải qua ca phẫu thuật và bình phục hoàn toàn, song sự việc làm cho Hitchcock lần đầu tưởng tượng ra cuộc sống nếu thiếu bà.

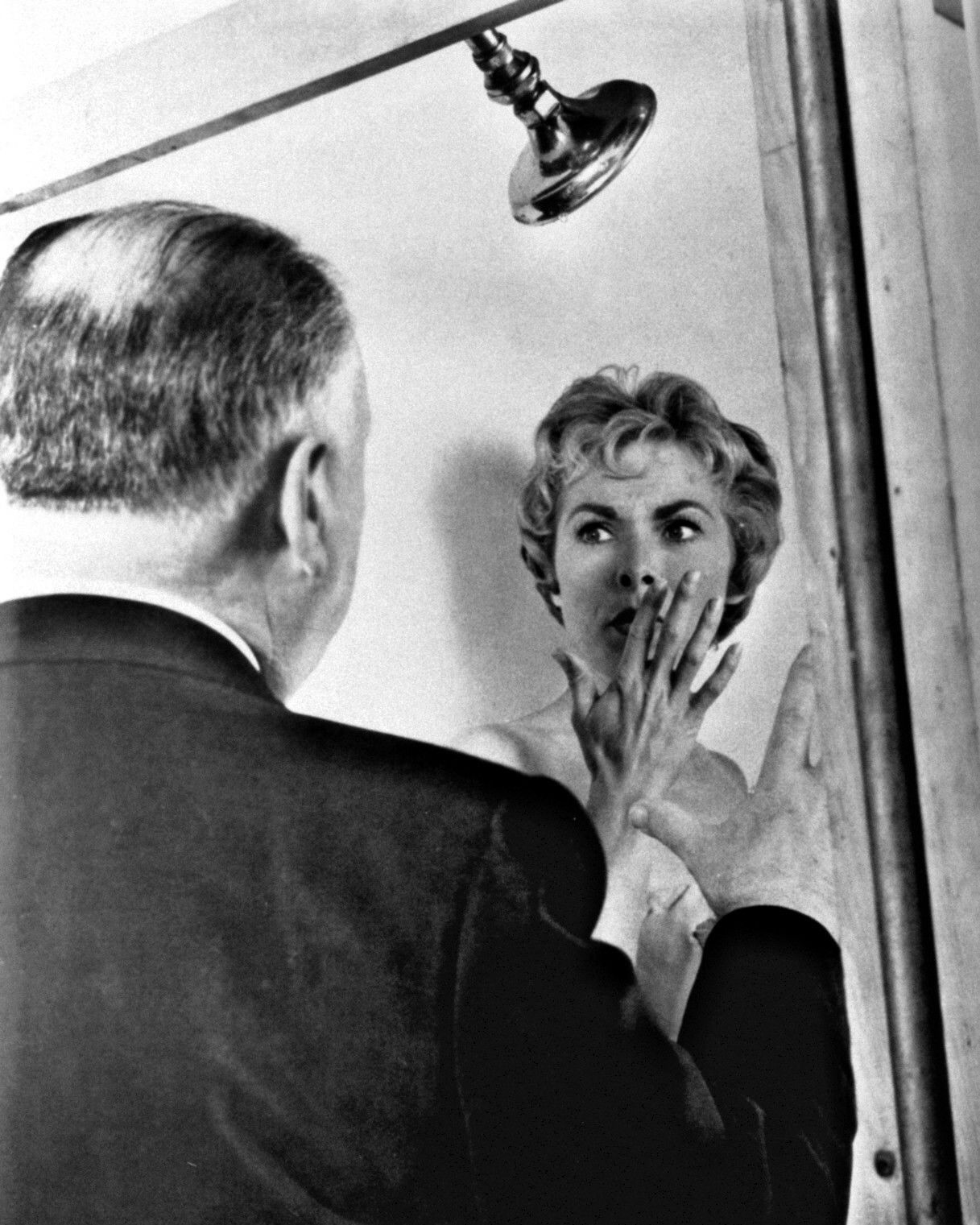
Hitchcock ghi hình cảnh nhà tắm trong phim Psycho (1960)

Kế đó Hitchcock làm ra ba bộ phim thành công nữa và đều được công nhận trong hàng ngũ những tác phẩm hay nhất của ông: North by Northwest, Psycho (1960) và The Birds (1963). Trong phim North by Northwest, Cary Grant thủ vai Roger Thornhill, một giám đốc quảng cáo ở Madison Avenue bị nhầm là một mật vụ của chính phủ. Anh bị các đặc vụ kẻ thù truy đuổi khắp nước Mỹ, trong đó có Eve Kendall (Eva Marie Saint). Thoạt đầu, Thornhill tin rằng Kendall đang giúp đỡ mình, nhưng rồi nhận ra cô là đặc vụ đối địch; sau đó anh biết được cô đang làm đặc vụ ngầm cho CIA. Trong hai tuần chiếu mở màn tại Radio City Music Hall, bộ phim thu về 404.056 đô la Mỹ (tương đương $4.056.243 năm 2022), thiết lập kỷ lục doanh thu cho một bộ phim không chiếu vào kì nghỉ tại rạp đó. Tạp chí Time ví bộ phim là "thể hiện ổn và hết sức giải trí".
Psycho (1960) có thể xem là bộ phim nổi tiếng nhất của Hitchcock. Dựa trên cuốn tiểu thuyết Psycho ra mắt năm 1959 của Robert Bloch (lấy cảm hứng từ vụ án Ed Gein), phim được sản xuất với kinh phí eo hẹp là 800.000 đô la Mỹ (tương đương $7.914 năm 2022) và ghi hình màu đen-trắng trên một phim trường sơ sài sử dụng tổ ê-kíp từ Alfred Hitchcock Presents. Cảnh bạo lực trong nhà tắm chưa từng có, cái chết sớm của nhân vật nữ chính, và những sinh mạng vô tội bị tước đoạt bởi một tên sát nhân lúng túng đã trở thành những tiêu chuẩn của một dòng phim kinh dị mới. Tác phẩm rất được khán giả yêu thích, với hàng dài người xếp hàng ngoài rạp để chờ đọi buổi chiếu kế tiếp. Tác phẩm phá các kỷ lục phòng vé tại Liên hiệp Anh, Pháp, Nam Mỹ, Hoa Kỳ và Canada, đồng thời gặt hái thành công nhất định ở Úc trong một thời gian ngắn.
Psycho là phim ăn khách nhất trong sự nghiệp của Hitchcock, và cá nhân ông đã bỏ túi tới 15 triệu đô la Mỹ (tương đương $14838 triệu năm 2022). Sau đó ông sử dụng bản quyền với Psycho và chương trình truyền hình tuyển tập của mình để đổi lấy 150.000 cổ phiếu của MCA, biến ông trở thành cổ đông lớn thứ ba và ông chủ của chính mình tại Universal (ít nhất về mặt lý thuyết), dù cho không ngăn được hãng phim can thiệp. Sau phần phim đầu tiên, Psycho trở thành một loạt tác phẩm phim kinh dị của Mỹ: Psycho II, Psycho III, Bates Motel, Psycho IV: The Beginning và bản làm lại bản gốc năm 1998 có màu.

#### Phỏng vấn của Truffaut
Ngày 13 tháng 8 năm 1962, nhân dịp Hitchcock mừng sinh nhật tuổi 63, đạo diễn người Pháp François Truffaut đã khởi động một buổi phỏng vấn dài 50 giờ với Hitchcock, thu hình trong hơn 8 ngày tại Universal Studios, trong đó Hitchcock đồng ý trả lời 500 câu hỏi. Phải mất tới 4 năm để ghi cuộc phỏng vấn thành các tệp băng và sắp xếp hình ảnh; cuộc phỏng vấn được xuất bản thành sách vào năm 1967, được Truffaut đặt biệt hiệu là "Hitchbook". Các băng audio được dùng làm chất liệu cho một bộ phim tài liệu công chiếu năm 2015. Truffaut bán buổi phỏng vấn vì đối với ông, Hitchcock rõ ràng không đơn giản là một đối tượng giải trí sản xuất đại trà mà giới truyền thống Mỹ muốn biến ông trở thành. Truffaut ghi chép rằng hiển nhiên từ những bộ phim của Hitchcock, vị đạo diễn đã "chú tâm nhiều đến tiềm năng nghệ thuật của bản thân hơn bất cứ đồng nghiệp nào khác của ông". Ông ví buổi phỏng vấn là "Oedipus' thảo luận với nhà tiên tri".

#### The Birds
Nhà học giả điện ảnh Peter William Evans viết rằng The Birds (1963) và Marnie (1964) được xem là những "tuyệt tác không thể phủ nhận". Hitchcock từng định ghi hình Marnie trước, và vào tháng 3 năm 1962 có tin đồn rằng Grace Kelly (Công nương Grace của Monaco từ năm 1956) sẽ đổi ý giải nghệ để quay lại đóng phim. Khi Kelly yêu cầu Hitchcock hoãn Marnie đến năm 1963 hoặc 1964, ông đã tuyển Evan Hunter (tác giả cuốn The Blackboard Jungle năm 1954) để phát triển kịch bản dựa trên truyện ngắn "The Birds" (1952) của Daphne du Maurier, được Hitchcock tái xuất bản trong cuốn My Favorites in Suspense (1959) của mình. Ông thuê Tippi Hedren thủ vai chính. Đây là vai diễn đầu tiên của cô; nữ diễn viên từng làm người mẫu ở New York thì Hitchcock nhìn thấy cô vào tháng 10 năm 1961 trong một đoạn quảng cáo Sego (một loại đồ uống ăn kiêng) trên kênh truyền hình NBC: "Tôi ký kết với cô ấy bởi cổ là một mỹ nhân kiểu cổ điển. Phim ảnh không còn có hợ nữa. Grace Kelly là người cuối cùng." Không cần giải thích, ông khẳng định rằng họ của cô được viết trong dấu ngoặc kép duy nhất: 'Tippi'.
Trong phim The Birds, một cô gái trẻ hoạt giao tên Melanie Daniels gặp gỡ luật sư Mitch Brenner (Rod Taylor) trong một cửa hàng bán chim cảnh; Jessica Tandy thủ vai người mẹ có tính chiếm hữu của anh. Hedren ghé thăm anh ở Bodega Bay (nơi ghi hình The Birds) mang theo một cặp chim tình yêu làm quà. Đột nhiên đàn chim bắt đầu tập hợp, theo dõi và tấn công. Câu hỏi: "What do the birds want?" ("Những chú chim muốn gì) để nghỏ không lời giải. Hitchcock đã làm phim với thiết bị từ Revue Studio (nơi làm chương trình Alfred Hitchcock Presents). Ông cho biết đây là bộ phim thử thách ông về mặt kĩ thuật cao nhất, sử dụng kết hợp các chú chim máy và được huấn luyện với bối cảnh một đàn chim hoang dã. Mọi góc máy được phác thảo từ trước.
Một bộ phim điện ảnh truyền hình của HBO/BBC mang tên The Girl (2012) đã miêu tả những trải nghiệm của Hedren trên phim trường; nữ diễn viên chia sẻ Hitchcock trở nên ám ảnh với cô và quấy rối tình dục cô. Vị đạo diễn được cho là đã cô lập cô khỏi những thành viên còn lại của đoàn làm phim, theo dõi cô, thì thầm những lời tục tĩu với cô, phân tích chữ viết tay của cô và cho xây dựng một bờ dốc nối từ văn phòng riêng của ông vào thẳng trailer của cô. Bạn diễn của Hedren trong phim Marnie là Diane Baker kể lại: "Đối với tôi thì chẳng có gì kinh khủng hơn việc đến phim trường đó và thấy cô ấy từng bị đối xử ra sao." Trong lúc ghi hình cảnh tấn công trên gác mái (mất tới một tuần ghi hình), cô bị đặt ở một căn phòng trong lồng, cùng lúc đó hai người đàn ông đeo găng tay bảo vệ dài đến khuỷu tay ném những chú chim sống vào cô. Cho đến cuối tuần, nhằm ngăn đàn chim bay khỏi cô quá sớm, chân của mỗi con bị buộc sợi nylon nối đến các sợi dây thun may bên trong quần áo cô. Nữ diễn viên suy sụp sau khi một chú chim cắt mất mí mắt dưới của cô, và công đoạn ghi hình bị tạm dừng theo chỉ định của các bác sĩ.

#### Marnie
Tháng 6 năm 1962, Grace Kelly thông báo cô đã quyết định từ chối xuất hiện trong phim Marnie (1964). Hedren đã ký một bản hợp đồng độc quyền dài 7 năm, kèm mức đãi ngộ 500 đô la/tuần với Hitchcock vào tháng 10 năm 1961, và vị đạo diễn quyết định tuyển cô vào vai chính đóng cặp cùng Sean Connery. Năm 2016, không chỉ miêu tả diễn xuất của Hedren là "một trong những [màn thể hiện] xuất sắc nhất lịch sử điện ảnh", Richard Brody gọi bộ phim là một "câu chuyện về bạo hành tình dục" gây tổn thương cho nhân vật mà Hedren diễn: "Đơn giản thì bộ phim thật bệnh hoạn, và sỡ dĩ là vì Hitchcock cũng bệnh hoạn. Ông ấy đã chịu khổ sở cả cuộc đời mình vì ham muốn tình dục mãnh liệt, chịu khổ vì thiếu thỏa mãn nó, chịu khổ vì không thể biến khả năng tưởng tượng thành hiện thực, rồi bắt đầu và hiện thực hóa nó bằng con đường nghệ thuật của mình." Một bài đánh giá của tờ New York Times nhận xét tác phẩm là "phim đáng thất vọng nhất [của Hitchcock] trong nhiều năm", chỉ ra Hedren và Connery thiếu kinh nghiệm diễn xuất, một kịch bản nghiệp dư và "những tấm màn bối cảnh bằng bìa các-tông giả quá rõ".
Trong phim, Marnie Edgar (Hedren) trộm mất 10.000 đô la Mỹ từ chủ của mình và bỏ trốn. Cô nộp đơn xin việc tại công ty của Mark Rutland (Connery) ở in Philadelphia và cũng trộm đồ từ nơi đó. Trong quá khứ, cô bị hoảng loạn trong một cuộc tấn công khi trời giông bão và mắc chứng sợ màu đỏ. Mark theo dõi cô và hăm dạo tống tiền để ép cô cưới anh. Cô giải thích rằng mình không muốn bị động chạm, song trong một "chuyến trăng mật", Mark nổi cơn thú tính cưỡng hiếp cô. Marnie và Mark phát hiện rằng mẹ của Marnie từng là điếm lúc Marnie còn bé; một ngày nọ trong lúc bà đang xô xát với một khách hàng giữa lúc trời giông bão—bà mẹ tin rằng vị khách đã cố gạ gẫm Marnie—và thế là Marnie sát hại vị khách đó để cứu mẹ mình. Cô chữa khỏi nỗi sợ hãi sau khi nhớ lại những chuyện đã xảy ra, rồi quyết định ở cùng Mark.

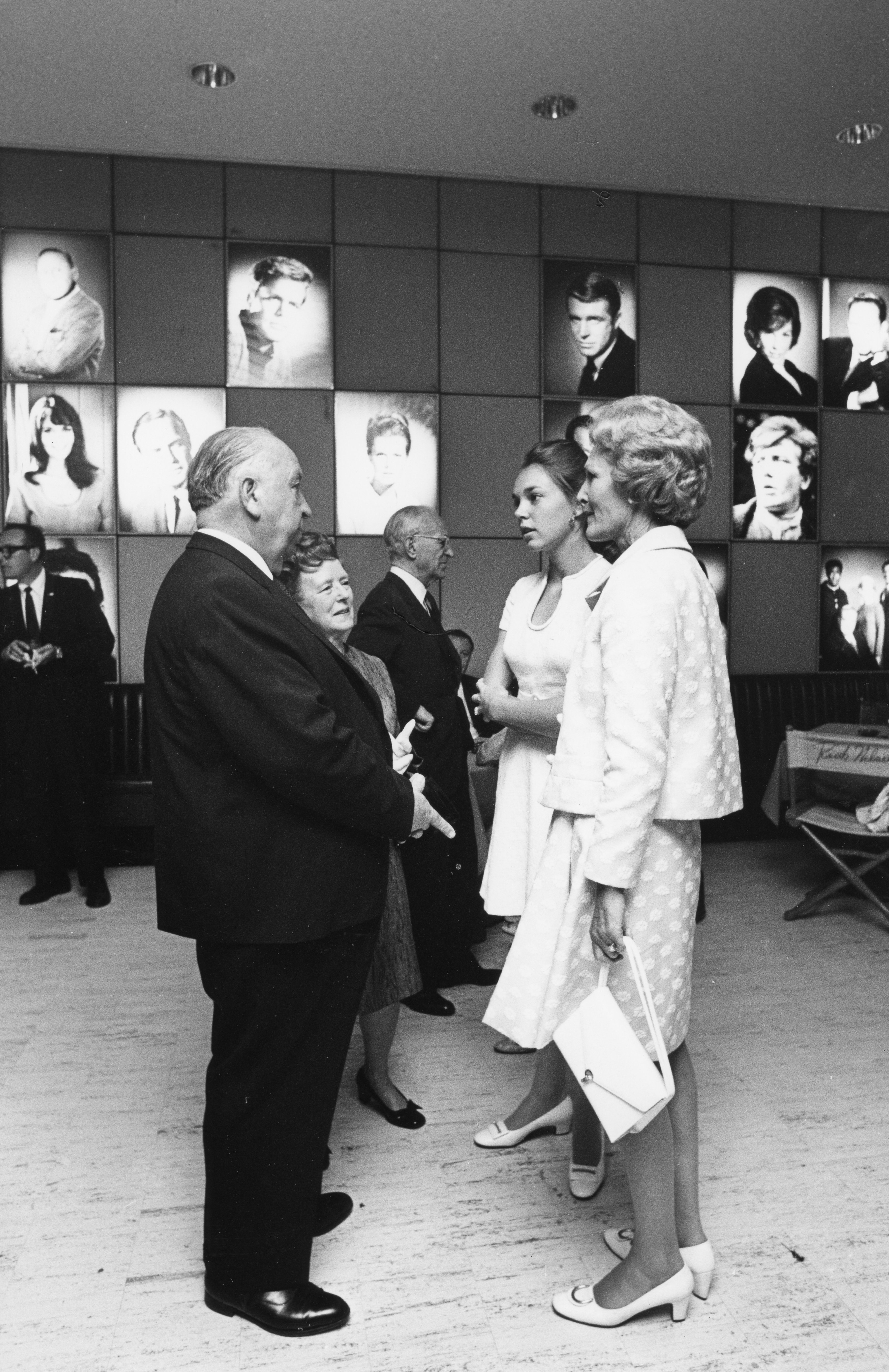
Nhà Hitchcock gặp gỡ Đệ nhất phu nhân Pat Nixon và cô con gái đầu Julie Nixon Eisenhower vào năm 1969

Hitchcock đã nhắc nhà quay phim Robert Burks rằng máy ghi hình phải được đặt gần Hedren nhất có thể khi anh quay cận mặt nữ diễn viên. Evan Hunter (nhà biên kịch của The Birds và cũng chắp bút viết kịch bản Marnie) giải thích với Hitchcock rằng nếu Mark yêu Marnie thì anh sẽ an ủi cô chứ không phải cưỡng hiếp. Song Hitchcock đáp lại: "Evan, khi anh quan hệ tình dục với cô ta, tôi muốn cái máy quay ấy dí vào mặt cổ!" Khi Hunter nộp hai bản kịch bản (trong đó một cái không có cảnh cưỡng hiếp) Hitchcock liền thay thế anh bằng Jay Presson Allen.

### Những năm cuối đời: 1966–1980

#### Những bộ phim cuối
Sức khỏe suy yếu làm cho năng suất làm phim của Hitchcock tụt giảm trong hai thập kỷ cuối đời ông. Cây viết tiểu sử Stephen Rebello cho biết hãng Universal đã ép vị đạo diễn làm hai phim là Torn Curtain (1966) và Topaz (1969), trong đó Topaz dựa trên một cuốn tiểu thuyết của Leon Uris, lấy bối cảnh một phần ở Cuba. Cả hai phim đều thuộc thể loại gián điệp giật gân với đề tài liên quan tới Chiến tranh Lạnh. Torn Curtain (với sự góp mặt của Paul Newman và Julie Andrews) đã sớm chấm dứt quan hệ 12 năm hợp tác giữa Hitchcock và Bernard Herrmann theo cách đầy chua xót. Hitchcock không hài lòng với phần nhạc nền của Herrmann và thay thế ông bằng John Addison, Jay Livingston và Ray Evans. Sau khi phát hành, Torn Curtain thất bại ở thị trường phòng vé, còn Topaz bị giới phê bình lẫn hãng phim ghét bỏ.

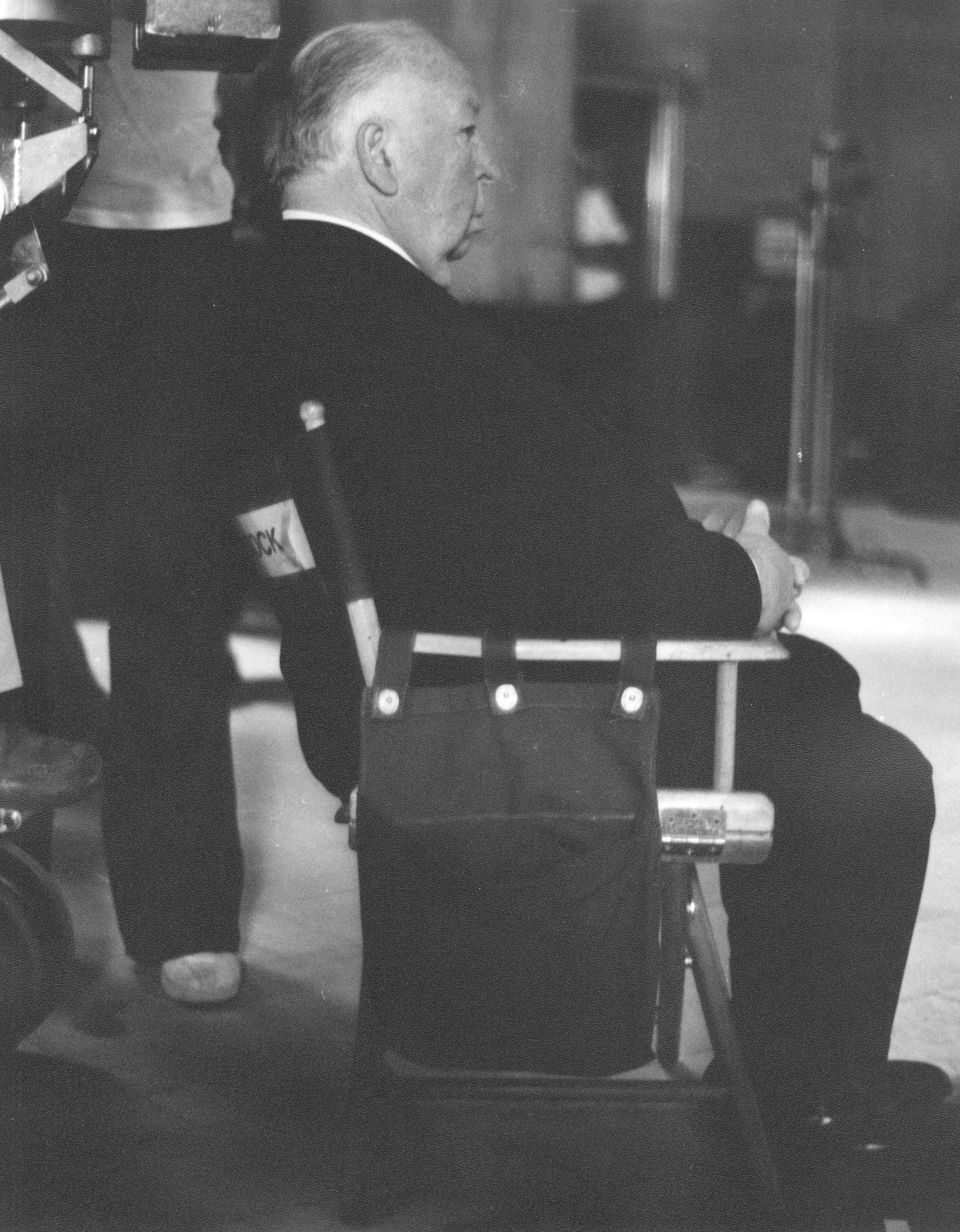
Hitchcock công tác tại Family Plot, San Francisco, hè năm 1975.

Hitchcock trở lại Liên hiệp Anh để làm bộ phim áp chót của sự nghiệp mang tên Frenzy (1972), dựa trên tiểu thuyết Goodbye Piccadilly, Farewell Leicester Square (1966). Sau hai phim hoạt động gián điệp, cốt truyện của phim đánh dấu màn trở lại với dòng phim sát nhân-giật gân. Richard Blaney (Jon Finch), một tay phục vụ quán rượu hoạt bát với tiến sử bộc phát nỗi giận dữ, trở thành nghi phạm chính trong vụ điều tra "Những sát nhân bằng ca vát", thực sự là do bạn của anh là Bob Rusk (Barry Foster). Lần này, Hitchcock làm cho nạn nhân và phản diện tương đồng nhau, thay vì đối địch như trong phim Strangers on a Train.
Trong phim Frenzy, Hitchcock cho phép khỏa thân lần đầu tiên. Hai cảnh phim chiếu những người phụ nữ khỏa thân, một trong số họ bị cưỡng hiếp và bóp cổ; Donald Spoto cho rằng bóp cổ là "một trong những ví dụ gây khó chịu nhất về vụ giết người chi tiết trong lịch sử điện ảnh". Cả hai diễn viên là Barbara Leigh-Hunt và Anna Massey từ chối đóng trong những cảnh đó, vì thế những người mẫu được sử dụng thay thế. Những cây viết tiểu sử lưu ý rằng Hitchcock đã luôn thúc đấy những hạn chế về kiểm duyệt phim, thường cố đánh lừa Joseph Breen (giám đốc của Motion Picture Production Code). Hitchcock sẽ đưa những lời bóng gió bất lịch sự bị cấm kiểm duyệt cho đến giữa những năm 1960. Tuy nhiên Patrick McGilligan ghi chép rằng Breen và những người khác thường nhận ra cài cắm những chi tiết như vậy và thực sự thấy thích thú, cũng như bị phấn khích tột độ bởi "những kết luận không tránh khỏi được" của Hitchcock".
Family Plot (1976) là phim cuối của Hitchcock. Tác phẩm xoay quanh những cuộc đào tẩu của nhà tâm linh lừa đảo "Madam" Blanche Tyler (đóng bởi Barbara Harris) và tình nhân kiêm tài xế taxi của cô Bruce Dern, họ kiếm sống bằng năng lực giả tạo của cô. Dù Family Plot dựa trên cuốn tiểu thuyết The Rainbird Pattern (1972) của Victor Canning, màu sắc của nguyên tác lại có phần nham hiểm hơn. Nhà biên kịch Ernest Lehman lúc đầu là người viết kịch bản phim dưới tiêu đề sản xuất là Deception, với một màu sắc đen tối song bị Hitchcock ép phải chuyển sang màu sắc vừa nhẹ nhàng, vừa hài hước hơn, rồi cuối cùng tựa phim được chọn là Family Plot.

#### Phong tước hiệp sĩ và từ trần

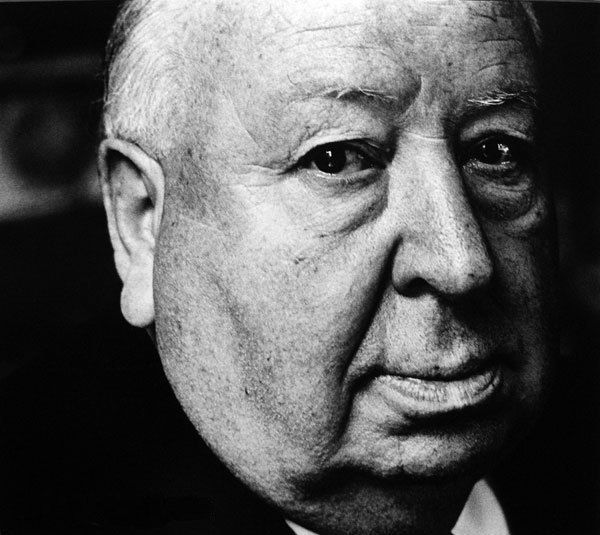
Ảnh chụp Hitchcock khoảng năm 1972 của nhiếp ảnh gia Jack Mitchell.

Cho đến cuối đời, Hitchcock đang thực hiện kịch bản cho tác phẩm giật gân gián điệp mang tên The Short Night, hợp tác với James Costigan, Ernest Lehman và David Freeman. Mặc cho đã đi vào công đoạn sản xuất sơ bộ, song phim chưa bao giờ được ghi hình. Sức khỏe Hitchcock tụt giảm và ông lo lắng cho vợ mình vì thấy bà bị đột quỵ. Kịch bản phim sau cùng được xuất bản trong cuốn sách The Last Days of Alfred Hitchcock (1999) của Freeman.
Dẫu từng từ chối tước CBE vào năm 1962, Hitchcock đã được phong làm Hiệp sĩ Đế chế Anh (KBE) trong lễ Phong tước năm mới 1980. Do quá yếu để đi tới Luân Đôn (ông đã đeo một chiếc máy điều hòa nhịp tim và được chích cortisone để chữa bệnh viêm khớp), nên vào ngày 3 tháng 1 năm 1980, tổng lãnh sự Liên hiệp Anh đã trao tặng ông văn bằng phong tước tại Universal Studios. Khi được một phỏng viên hỏi sau lễ nhận danh hiệu rằng vì sao lại làm Nữ hoàng mất nhiều thời gian như thế, Hitchcock hóm hỉnh trả lời, "Tôi đoán là do bất cẩn thôi." Cary Grant, Janet Leigh và nhiều người khác đã tham dự một bữa tiệc trưa ngay sau đó.
Hitchcock xuất hiện lần cuối trước công chúng vào ngày 16 tháng 3 năm 1980, khi ông giới thiếu người chiến thắng giải Viện phim Mỹ vào năm kế tiếp. Một tháng sau, ông mất vì suy thận vào ngày 29 tháng 4 tại nhà riêng ở Bel Air. Donald Spoto (một trong những người viết tiểu sử về Hitchcock) ghi chép rằng Hitchcock từng từ chối gặp một vị linh mục, nhưng theo linh mục Dòng Tên Mark Henninger, ông và một linh mục khác là Tom Sullivan đã cử hành lễ thánh tại nhà riêng của nhà làm phim, và Sullivan nghe thấy lời sám hối của Hitchcock. Hitchcock để lại vợ mình và con gái. Đám tang của ông được tổ chức tại Nhà thờ Công giáo Good Shepherd ở Beverly Hills vào ngày 30 tháng 4 năm, sau khi thi hài ông được hỏa táng. Tro cốt của ông được đem rải khắp Thái Bình Dương vào ngày 10 tháng 5 năm 1980.

## Phong cách làm phim

### Phong cách và đề tài

Vai khách mời của Hitchcock trong The Lady Vanishes (1938).

Sự nghiệp làm phim của Hitchcock phát triển từ phim câm quy mô nhỏ sang phim có tiếng quan trọng về mặt tài chính. Hitchcock nhận xét rằng ông chịu ảnh hưởng bởi các nhà làm phim đầu tiên như George Méliès, DW Griffith và Alice Guy-Blaché. Phim câm của ông từ năm 1925 đến năm 1929 thuộc thể loại hình sự và hồi hộp, nhưng cũng có cả tâm lý tình cảm và hài kịch. Trong khi lối kể chuyện bằng hình ảnh phù hợp trong thời kỳ phim câm, ngay cả sau khi phim có tiếng xuất hiện, Hitchcock vẫn dựa vào thị giác trong điện ảnh; ông ví trọng tâm vào cách kể chuyện bằng hình ảnh này là "điện ảnh thuần túy". Ở Anh, ông trau dồi kỹ năng để khi chuyển đến Hollywood, vị đạo diễn đã hoàn thiện phong cách và kỹ thuật quay phim của mình. Sau này Hitchcock kể rằng tác phẩm ở Anh của ông là "có cảm xúc của điện ảnh", trong khi giai đoạn ở Mỹ là khi "ý tưởng của ông được thai nghén". Học giả Robin Wood viết rằng hai bộ phim đầu tiên của đạo diễn là The Pleasure Garden và The Mountain Eagle chịu ảnh hưởng của chủ nghĩa biểu hiện Đức. Sau đó, ông khám phá ra điện ảnh Liên Xô, và các thuyết dựng phim của Sergei Eisenstein và Vsevolod Pudovkin. The Lodger năm 1926 lấy cảm hứng từ tính thẩm mỹ của cả Đức và Liên Xô, những phong cách ấy đã định hình phần còn lại trong sự nghiệp của ông. Mặc dù tác phẩm của Hitchcock ở thập niên 1920 đạt thành công nhất định, một số nhà phê bình người Anh chỉ trích phim của Hitchcock là không nguyên bản và kiêu ngạo. Raymond Durgnat cho rằng phim của Hitchcock được xây dựng cẩn thận và thông minh, nhưng nhận xét chúng có thể hời hợt và hiếm khi thể hiện một "thế giới quan mạch lạc".

Với danh hiệu "Bậc thầy dòng phim hồi hộp", vị đạo diễn đã thử nghiệm nhiều cách để tạo căng thẳng trong tác phẩm của mình. Ông chia sẻ: "Tác phẩm hồi hộp của tôi xuất phát từ việc tạo ra ác mộng cho khán giả. Và tôi chơi với khán giả. Tôi khiến họ há hốc mồm, làm họ ngạc nhiên và sốc. Khi bạn gặp ác mộng, sẽ cực kỳ sống động nếu bạn nằm mơ thấy mình bị dẫn lên ghế điện. Sau đó, bạn cảm thấy hạnh phúc nhất có thể khi thức dậy vì cảm thấy nhẹ nhõm." Trong quá trình ghi hình North by Northwest, Hitchcock giải thích lý do khi tái dựng bối cảnh Núi Rushmore: "Khán giả phản ứng tương đương với mức độ chân thực mà bạn thực hiện. Một trong những lý do ấn tượng cho kiểu ghi hình này là làm cho nó trông tự nhiên đến mức khán giả bị thu hút và tin rằng lúc này chuyện gì đang diễn ra trên màn ảnh." Trong một cuộc phỏng vấn năm 1963 với nhà báo người Ý Oriana Fallaci, Hitchcock được hỏi làm thế nào mặc cho vẻ ngoài là một người đàn ông vui vẻ và vô vị, nhưng ông lại có vẻ thích làm những bộ phim liên quan đến hồi hộp và hình kinh hoàng. Ông trả lời:
Tôi là người Anh. Người Anh sử dụng rất nhiều trí tưởng tượng với tội ác của họ. Tôi không hứng thú với bất cứ thứ gì ngoài tưởng tượng ra một tội ác. Khi tôi viết cốt truyện và thấy một tội ác, tôi hạnh phúc mà nghĩ thầm: giờ đây để anh ta chết thế này có tuyệt không? Để rồi, thậm chí còn hạnh phúc hơn nữa, tôi nghĩ: lúc này người ta sẽ bắt đầu la ó. Đó hẳn là vì tôi dành ba năm học cùng đạo Dòng Tên. Họ từng làm tôi sợ chết khiếp bằng mọi thứ, và giờ đây tôi tìm lại chính mình bằng cách làm người khác kinh sợ.

Những bộ phim của Hitchcock (từ thời kỳ phim câm đến phim có tiếng) có một số đề tài lặp đi lặp lại làm ông nổi tiếng. Các bộ phim của ông khám phá khán giả dưới dạng một thị dâm, đặc biệt là trong Rear Window, Marnie và Psycho. Ông hiểu rằng con người thích các hoạt động thị dâm và làm khán giả tham gia vào hoạt động ấy thông qua hành động của nhân vật. Trong số 53 phim của ông, 11 phim xoay quanh những câu chuyện về nhầm lẫn danh tính, trong đó một nhân vật chính vô can bị buộc tội và bị cảnh sát truy đuổi. Ở hầu hết các trường hợp, đó là một người bình thường thấy bản thân mình rơi vào một tình huống nguy hiểm. Hitchcock chia sẻ với Truffaut: "Tôi cảm thấy đó là vì đề tài người đàn ông vô can bị buộc tội mang đến cho khán giả cảm giác nguy hiểm lớn hơn. Họ dễ đồng cảm với anh ta hơn là với một kẻ có tội đang chạy trốn." Một trong những đề tài thường trực của ông là cuộc đấu tranh của nhân cách bị giằng xé giữa "trật tự và hỗn loạn"; được gọi là khái niệm "kép", tức là so sánh hoặc tương phản giữa hai nhân vật hoặc đối tượng: kép đại diện cho mặt tối hoặc ác.
Spoto đề xuất rằng tuổi thơ kìm nén tình dục của Hitchcock có thể đã góp phần vào việc ông khám phá ra sự lệch lạc của mình. Ở thập niên 1950, Bộ luật sản xuất điện ảnh cấm nhắc trực tiếp đến đồng tính luyến ái nhưng vị đạo diễn được biết đến với những chi tiết tế nhị, và vượt qua ranh giới của các nhà kiểm duyệt. Ngoài ra, Shadow of a Doubt có đề tài loạn luân kép xuyên suốt mạch truyện, được thể hiện ẩn ý qua hình ảnh. Tác giả Jane Sloan nhận định rằng Hitchcock bị thu hút bởi cả biểu hiện tình dục thông thường lẫn bất thường trong tác phẩm của ông, và đề tài hôn nhân thường được trình bày một cách "ảm đạm và hoài nghi". Mãi cho đến sau khi mẹ ông mất năm 1942, Hitchcock mới miêu tả những hình tượng người mẹ là "các bà mẹ quái vật khét tiếng". Bối cảnh gián điệp và những vụ giết người do các nhân vật có khuynh hướng biến thái nhân cách thực hiện cũng là những đề tài thông dụng. Trong phần miêu tả những kẻ phản diện và sát nhân của Hitchcock, chúng thường rất cuốn hút và thân thiện, buộc người xem phải đồng cảm với chúng. Tuổi thơ nghiêm ngặt và nền giáo dục đạo Dòng Tên của vị đạo diễn có thể đã làm ông không tin tưởng những nhân vật độc đoán như cảnh sát và chính trị gia; đề tài mà ông khám phá ra. Ngoài ra, ông sử dụng "MacGuffin"—tứcc sử dụng một đồ vật, nhân vật hoặc sự kiện để giữ cho cốt truyện tiếp tục diễn ra ngay cả khi nó không cần thiết cho câu chuyện. Một số ví dụ bao gồm vi phim trong North by Northwest và 40.000 đô la bị đánh cắp trong phim Psycho.
Hitchcock xuất hiện thoáng qua trong hầu hết các bộ phim của chính mình. Ví dụ, khán giả thấy ông đang vật lộn để đưa một cây đại vĩ cầm lên tàu hỏa (Strangers on a Train), dắt chó ra khỏi cửa hàng thú cưng (The Birds), sửa đồng hồ cho hàng xóm (Rear Window), dạng một cái bóng (Family Plot), ngồi ở bàn trong một bức ảnh (Dial M for Murder) và đi xe buýt (North by Northwest, To Catch a Thief).

### Miêu tả phụ nữ
Chân dung phụ nữ của Hitchcock là đối tượng của nhiều cuộc tranh luận học thuật. Bidisha viết trên The Guardian năm 2010: "Có ma cà rồng, kẻ lang thang, kẻ chỉ điểm, phù thủy, kẻ lừa đảo, kẻ hai mặt và tuyệt nhất là mẹ quỷ dữ. Đừng lo, cuối cùng tất cả chúng đều bị trừng phạt." Trong một bài luận được nhiều người trích dẫn vào năm 1975, Laura Mulvey trình bày ý tưởng về nhãn quan nam giới; cô luận định rằng góc của khán giả trong phim của Hitchcock là góc nhìn của nhân vật nam chính dị tính. "Các nhân vật nữ trong phim của ông lặp đi lặp lại những đặc điểm giống nhau", Roger Ebert viết vào năm 1996: "Họ tóc vàng. Họ lãnh đạm và cách biệt. Họ bị cầm tù trong những bộ trang phục kết hợp tinh vi thời trang với sùng bái. Họ mê hoặc những người đàn ông thường bị khuyết tật về thể chất hoặc tâm lý. Sớm hay muộn, mọi phụ nữ của Hitchcock đều bị lăng nhục."

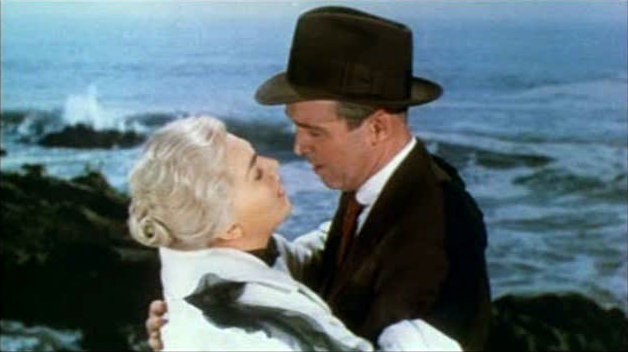
Kim Novak và James Stewart trong phim Vertigo (1958)

Những nạn nhân trong The Lodger đều là các cô gái tóc vàng. Trong The 39 Steps, Madeleine Carroll bị còng tay. Ingrid Bergman, người mà Hitchcock chỉ đạo ba lần (Spellbound, Notorious và Under Capricorn) có màu tóc vàng sẫm. Trong Rear Window, Lisa (Grace Kelly) liều mạng đột nhập vào căn hộ của Lars Thorwald. Trong To Catch a Thief, Francie (cũng do Kelly đóng) đề nghị giúp đỡ một người đàn ông mà cô tin là một tên trộm. Lần lượt trong Vertigo và North by Northwest , Kim Novak và Eva Marie Saint đóng vai những nữ chính tóc vàng. Trong Psycho, nhân vật của Janet Leigh ăn trộm 40.000 đô la Mỹ và bị Norman Bates, một kẻ tâm thần sống ẩn dật sát hại. Tippi Hedren (một cô gái tóc vàng) dường như là tâm điểm của những vụ tấn công trong The Birds. Trong Marnie, nhân vật chính (vẫn do Hedren thủ vai) là một tên trộm. Trong Topaz, nữ diễn viên người Pháp Dany Robin trong vai vợ của Stafford và Claude Jade trong vai con gái của Stafford là những nữ chính tóc vàng, còn tình nhân do Karin Dor tóc nâu thủ vai. Nữ chính tóc vàng cuối cùng của Hitchcock là Barbara Harris vào vai một nhà ngoại cảm giả trở thành thám tử nghiệp dư trong Family Plot (1976), bộ phim cuối cùng của ông. Trong cùng phim ấy, tay buôn lậu kim cương do Karen Black thủ vai đội một bộ tóc giả dài màu vàng trong một số cảnh.
Những phim của ông thường có các nhân vật đấu tranh trong quan hệ với mẹ của họ, chẳng hạn như Norman Bates trong Psycho. Trong North by Northwest, Roger Thornhill (Cary Grant) là một người đàn ông vô can bị mẹ chế nhạo vì nhất mực cho rằng những tên sát nhân trong bóng tối đang theo đuổi anh ta. Trong The Birds, nhân vật Rod Taylor (một người đàn ông vô tội) thấy thế giới của mình những con chim hung ác tấn công và đấu tranh để giải thoát mình khỏi người mẹ đeo bám (Jessica Tandy). Sát nhân trong Frenzy ghê tởm phụ nữ nhưng lại thần tượng mẹ mình. Nhân vật phản diện Bruno trong Strangers on a Train ghét cha mình nhưng lại có mối quan hệ vô cùng thân thiết với mẹ (do Marion Lorne thủ vai). Sebastian (Claude Rains) trong Notorious có mối quan hệ mâu thuẫn rõ ràng với mẹ anh, bà nghi ngờ (chính xác) cô dâu mới của anh là Alicia Huberman (Ingrid Bergman).

### Mối quan hệ với diễn viên
— Alfred Hitchcock (1967)
Hitchcock nổi danh với nhận xét rằng "nên đối xử diễn viên như gia súc". Trong lúc ghi hình Mr. & Mrs. Smith (1941), Carole Lombard mang ba con bò đến phim trường đeo bảng tên của Lombard, Robert Montgomery và Gene Raymond (những ngôi sao của bộ phim) để làm ông bất ngờ. Trong một tập của The Dick Cavett Show phát sóng lần đầu vào ngày 8 tháng 6 năm 1972, Dick Cavett chia sẻ rằng Hitchcock từng gọi các diễn viên là gia súc. Hitchcock đáp lại rằng, ông từng bị cáo buộc gọi các diễn viên là gia súc. "Tôi đã nói rằng tôi sẽ chẳng bao giờ nói những thứ vô cảm, thô lỗ về các diễn viên như vậy. Điều tôi có lẽ đã nói là tất cả diễn viên nên được đối xử như gia súc... Tất nhiên là theo một cách đẹp." Kế đến ông mô tả trò đùa của Carole Lombard bằng một nụ cười.
Hitchcock tin rằng các diễn viên nên tập trung vào diễn xuất của họ và để công việc viết kịch bản và nhân vật cho đạo diễn và biên kịch. Ông kể với Bryan Forbes vào năm 1967: "Tôi nhớ mình đã thảo luận với một diễn viên diễn nhập tâm về cách anh ta được dạy... Anh kể, 'Chúng tôi được dạy sử dụng ứng tác. Chúng tôi được trao một ý tưởng và sau đó chúng tôi được thả lỏng để phát triển theo bất kỳ cách nào chúng tôi muốn.' Tôi đáp, 'Đó không phải là diễn xuất. Đó là viết kịch bản.'"
Nhớ lại những trải nghiệm về phim Lifeboat với Charles Chandler (tác giả của It's Only a Movie: Alfred Hitchcock A Personal Biography), Walter Slezak cho rằng Hitchcock "biết cách giúp đỡ một diễn viên nhiều hơn bất kỳ đạo diễn nào tôi từng làm việc cùng", còn Hume Cronyn gạt bỏ quan điểm đó, cho rằng việc Hitchcock không quan tâm đến các diễn viên của mình là "hoàn toàn ngụy biện", miêu tả rất dài quá trình diễn tập và ghi hình phim Lifeboat.
Các nhà phê bình nhận xét rằng, mặc dù nổi tiếng là người không thích diễn viên, nhưng những diễn viên từng làm việc với ông thường có màn thể hiện xuất sắc. Ông sử dụng chung các diễn viên trong nhiều bộ phim của mình; Cary Grant và James Stewart đều làm việc với Hitchcock 4 lần, còn Ingrid Bergman và Grace Kelly thì ba lần. James Mason kể rằng Hitchcock coi các diễn viên là "đạo cụ diễn hoạt". Đối với Hitchcock, diễn viên là một phần trong bối cảnh của bộ phim. Ông kể với François Truffaut: "Điều kiện tiên quyết đối với một diễn viên là khả năng làm tốt mọi việc, điều ấy chẳng hề dễ dàng như người ta tưởng. Anh ta nên sẵn sàng để đạo diễn và máy quay sử dụng và nhập tâm hoàn toàn vào tác phẩm. Anh phải cho phép máy quay xác định điểm nhấn thích hợp và những điểm nhấn ấn tượng hiệu quả nhất."

### Biên kịch, kịch bản phân cảnh và sản xuất
Hitchcock định lên chi tiết các kịch bản với đội biên kịch của mình. Trong Writing with Hitchcock (2001), Steven DeRosa lưu ý rằng Hitchcock giám sát họ qua từng bản nháp, yêu cầu họ kể câu chuyện thật trực quan. Hitchcock kể với Roger Ebert vào năm 1969:
Một khi kịch bản được hoàn tất, tôi muốn ngừng làm phim luôn. Mọi niềm vui đã hết. Tôi có một trí óc trực quan mạnh mẽ. Tôi hình dụng một tác phẩm ngay cả đến những đoạn cắt cuối. Tôi chép tất cả ra kịch bản theo cách chi tiết nhất, rồi tôi chẳng thèm nhìn kịch bản trong lúc đang ghi hình. Tôi thuộc lòng nó, như một chỉ huy dàn nhạc chẳng cần nhìn vào phổ nhạc. Thật buồn khi ghi hình một tác phẩm. Khi bạn hoàn thành kịch bản, bộ phim hoàn hảo rồi. Nhưng trong lúc ghi hình thì có lẽ bạn mất tới 40% sự thai nghén gốc trong đầu mình.

Những bộ phim của Hitchcock được xây dựng phân cảnh rộng đến từng chi tiết nhỏ nhất. Ông được cho là thậm chí không bao giờ thèm nhìn qua kính ngắm vì không cần thiết, mặc dù trong các bức ảnh quảng cáo thể hiện ông đã làm vậy. Ông còn sử dụng điều này như một cái cớ để không bao giờ phải thay đổi các bộ phim của mình so với tầm nhìn gốc của mình. Nếu hãng phim yêu cầu ông thay đổi một bộ phim, ông sẽ tuyên bố rằng nó đã ghi hình theo một cách duy nhất và không có phương án thay thế nào để xem xét.

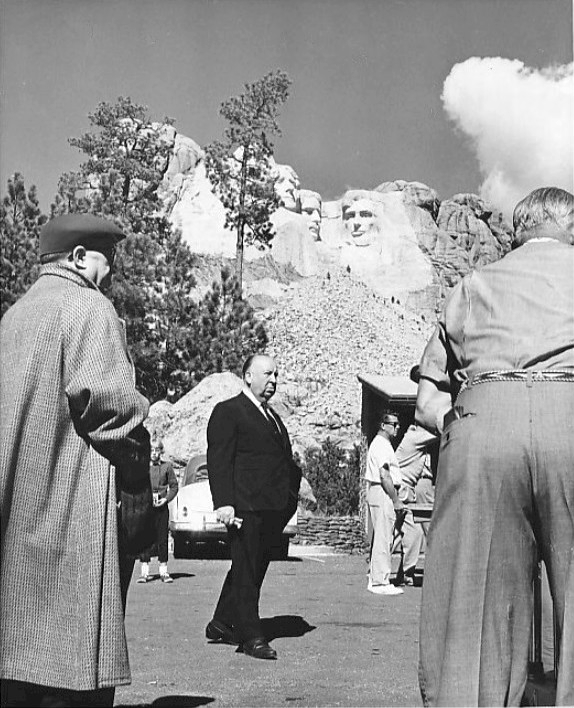
Hitchcock tại Núi Rushmore để ghi hình phim North by Northwest (1959)

Quan điểm về Hitchcock với tư cách đạo diễn dựa nhiều vào khâu tiền kỳ hơn là sản xuất thực tế, bị Bill Krohn (phóng viên người Mỹ của tạp chí điện ảnh Pháp Cahiers du Cinéma) lên tiếng thách thức trong cuốn sách Hitchcock at Work. Sau khi điều tra những sửa đổi kịch bản, ghi chú cho đội sản xuất khác do Hitchcock viết hoặc của Hitchcock và các chất liệu sản xuất khác, Krohn nhận thấy rằng tác phẩm của Hitchcock thường sai lệch so với cách viết kịch bản hoặc lối hình dung gốc của bộ phim. Ông lưu ý rằng giai thoại về kịch bản phân cảnh liên quan đến Hitchcock (thường được nhiều thế hệ bình luận viên các bộ phim của ông nhắc lại) ở mức độ lớn là do chính Hitchcock hoặc bộ phận quảng cáo của hãng phim duy trì. Ví dụ, cảnh phun thuốc nổi tiếng trong phim North by Northwest hoàn toàn không có trong kịch bản phân cảnh. Sau khi ghi hình cảnh đó, bộ phận quảng cáo yêu cầu Hitchcock làm kịch bản phân cảnh để quảng bá bộ phim, rồi đến lượt Hitchcock thuê một nghệ sĩ để ghép chi tiết các cảnh.
Ngay cả khi kịch bản phân cảnh được dựng, những cảnh được ghi hình khác chúng đáng kể. Krohn phân tích về khâu sản xuất các tác phẩm kinh điển của Hitchcock như Notorious, tiết lộ rằng Hitchcock đủ linh hoạt để thay đổi khái niệm của bộ phim trong quá trình sản xuất. Một ví dụ khác mà Krohn lưu ý là bản làm lại phim The Man Who Knew Too Much của Mỹ có lịch quay bắt đầu mà không có kịch bản hoàn chỉnh và hơn nữa còn trễ quá lịch trình; đấy là điều mà như Krohn lưu ý không phải là hiếm gặp trên nhiều bộ phim của Hitchcock, kể cả Strangers on a Train và Topaz. Mặc dù Hitchcock chuẩn bị chi tiết cho mọi phim của mình, song ông hoàn toàn nhận thức được rằng quá trình làm phim thực tế thường đi chệch khỏi kế hoạch đã định và linh hoạt để thích ứng với những thay đổi và nhu cầu sản xuất vì phim của ông không tránh khỏi việc đối mặt với những rắc rối thông thường và những thói quen phổ biến được sử dụng trong khâu sản xuất phim khác.
Tác phẩm của Krohn còn làm sáng tỏ thông lệ quay phim nói chung theo trật tự thời gian của Hitchcock, trong đó lưu ý rằng nhiều bộ phim đã dội quá kinh phí và quá lịch trình, và quan trọng là khác biệt với quy trình vận hành tiêu chuẩn của Hollywood trong kỷ nguyên xưởng phim. Điều quan trọng không kém là xu hướng quay những lượt cảnh thay thế của Hitchcock. Do đó khác với việc đưa tin ở chỗ những bộ phim không nhất thiết phải được quay từ nhiều góc độ khác nhau để cung cấp cho nhà dựng phim lựa chọn định hình bộ phim theo cách mà họ chọn (thường dưới sự bảo trợ của nhà sản xuất).
Theo Krohn, điều này và rất nhiều thông tin khác được tiết lộ thông qua nghiên cứu của anh về các giấy tờ cá nhân của Hitchcock, các lần sửa kịch bản và những thứ tương tự bác bỏ quan điểm cho rằng Hitchcock là một đạo diễn luôn kiểm soát các bộ phim của mình, người sở hữu tầm nhìn các bộ phim không thay đổi trong quá trình sản xuất (cái mà Krohn lưu ý vẫn là giai thoại trung tâm lâu đời của Alfred Hitchcock). Cả sự khó tính và chú ý đến từng chi tiết của ông còn được đưa vào từng áp phích các bộ phim của vị đạo diễn. Hitchcock thích làm việc với những tài năng giỏi nhất thời bấy giờ—những nhà thiết kế áp phích phim như Bill Gold  và Saul Bass —họ sẽ cho ra những tấm áp phích thể hiện chính xác các bộ phim của ông.

## Di sản

### Giải thưởng và tôn vinh

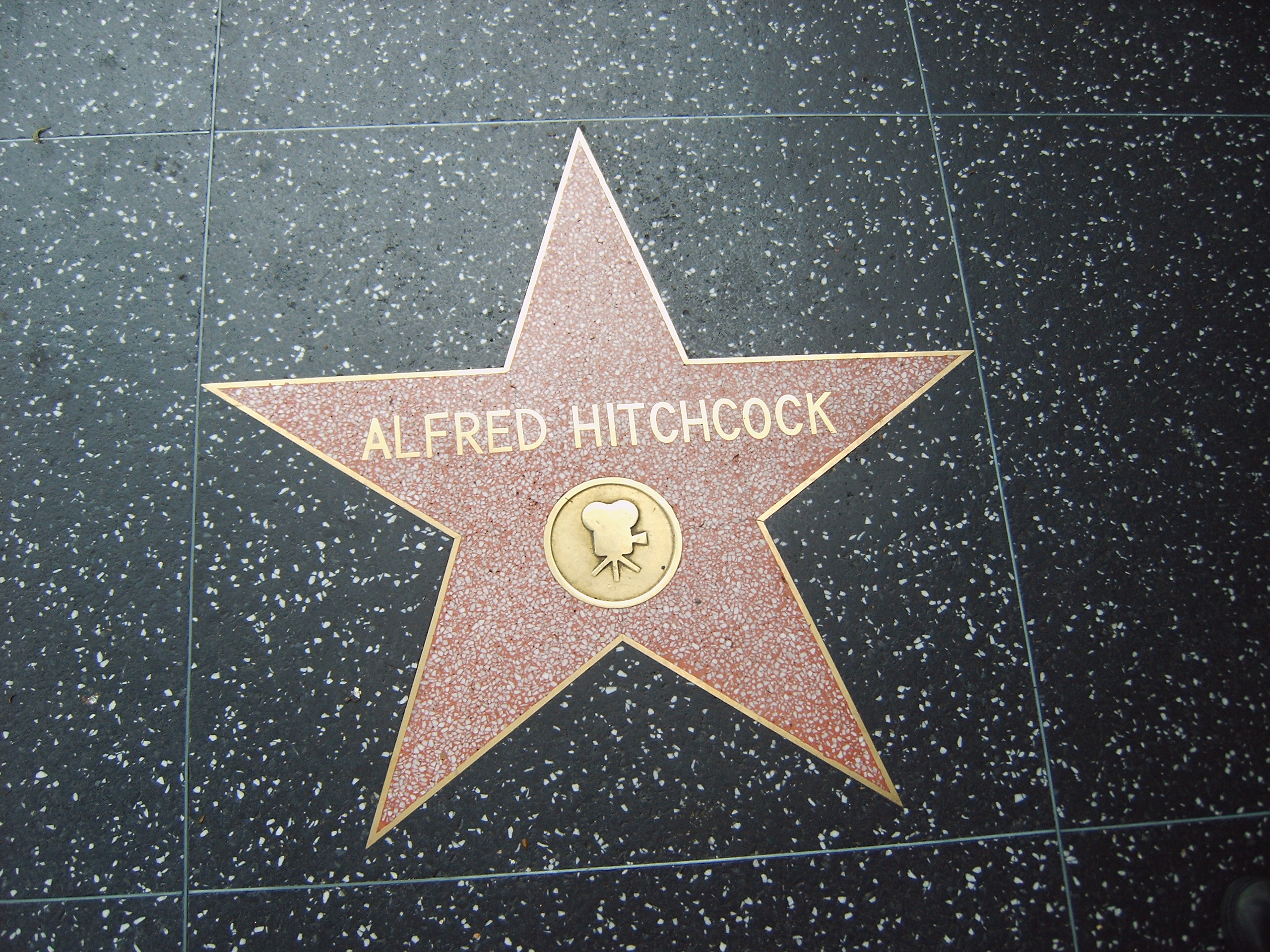
Một trong những ngôi sao của Hitchcock nằm trên Đại lộ Danh vọng Hollywood.

Hitchcock được ghi danh vào Đại lộ Danh vọng Hollywood vào ngày 8 tháng 2 năm 1960 với hai ngôi sao: một ngôi sao cho mảng truyền hình và một ngôi sao cho mảng điện ảnh. Năm 1978, John Russell Taylor miêu tả cố đạo diễn là "nhân vật dễ nhận diện nhiều nhất thế giới" và "một quý ông người Anh thẳng thắn thuộc tầng lớp trung lưu tình cờ trở thành một thiên tài nghệ thuật". Năm 2002, ấn phẩm MovieMaker vinh danh ông là đạo diễn giàu ảnh hưởng nhất mọi thời đại, và vào năm 2007, một cuộc bầu chọn của giới phê bình do The Daily Telegraph tổ chức đã liệt ông là đạo diễn vĩ đại nhất nước Anh. David Gritten (nhà phê bình điện ảnh của tờ báo) viết: "[Hitchcock] chắc chắn là nhà làm phim vĩ đại nhất xuất thân từ quần đảo này, Hitchcock đã định hình nền điện ảnh hiện đại hơn bất cứ đạo diễn nào, và [nền điện ảnh ấy] sẽ hoàn toàn khác nếu thiếu ông. Tài nghệ của ông nằm ở lối kể chuyện, giữ lại thông tin quan trọng một cách tàn nhẫn (khỏi các nhân vật của ông và khỏi chúng ta) và lôi cuốn cảm xúc của khán giả chẳng giống bất kì ai." Năm 1992, cuộc bầu chọn phê bình của Sight & Sound liệt Hitchcock ở hạng 4 trong danh sách "Top 10 đạo diễn hay nhất" mọi thời đại. Năm 2002, Hitchcock xếp ở vị trí số 2 trong cuộc bầu chọn top 10 của giới phê bình và hạng 5 trong cuộc bầu chọn top 10 đạo diễn giỏi nhất nằm trong danh sách Những đạo diễn xuất sắc nhất mọi thời đại do tạp chí Sight & Sound biên tập. Hitchcock được bầu là "Đạo diễn vĩ đại nhất thế kỉ 20" trong một cuộc bình chọn do tạp chí Nhật Bản kinema Junpo tổ chức. Năm 1996, Entertainment Weekly xếp Hitchcock ở vị trí số 1 trong danh sách "50 đạo diễn vĩ đại nhất" của ấn phẩm. Hitchcock có tên ở hạng 2 trong danh sách "Top 40 đạo diễn xuất sắc nhất mọi thời đại" của tạp chí Empire vào năm 2005. Năm 2007, tạp chí Total Film ghi danh ông ở hạng 1 trong danh sách "100 đạo diễn phim điện ảnh vĩ đại nhất từ trước đến nay".

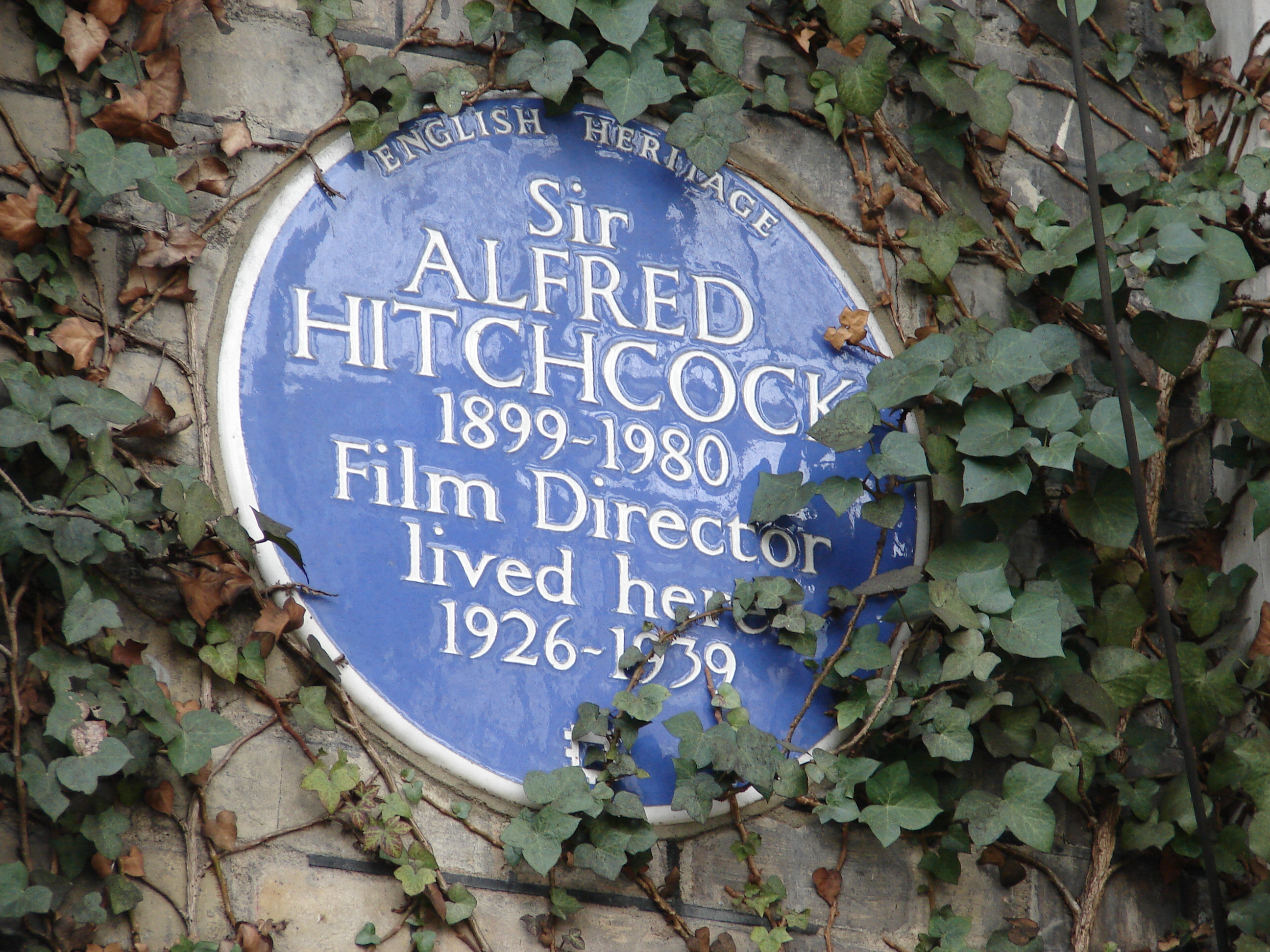
Một tấm bia xanh của English Heritage ghi dấu nơi Hitchcock sống tại Số 153 Đường Cromwell, Kensington, Luân Đôn.

Hitchcock đã giành chiến thắng hai Quả cầu vàng, 8 giải Laurel và 5 giải thưởng thành tựu trọn đời, trong đó có giải BAFTA Academy Fellowship đầu tiên và một giải Thành tựu trọn đời của Viện phim Mỹ vào năm 1979. Ông sở hữu 5 đề cử giải Oscar cho đạo diễn xuất sắc nhất, nhưng chưa bao giờ đoạt giải. Rebecca (đề cử 11 Oscar, giật giải Phim hay nhất năm 1940; một phim nữa của Hitchcock là Foreign Correspondent cũng nhận được đề cử năm ấy. Đến năm 2021, 9 bộ phim của ông đã được Viện lưu trữ phim quốc gia Hoa Kỳ lựa chọn để bảo tồn: Rebecca (1940; đưa vào năm 2018), Shadow of a Doubt (1943; đưa vào năm 1991), Notorious (1946; đưa vào năm 2006), Strangers on a Train (1951; đưa vào năm 2021), Rear Window (1954; đưa vào năm 1997), Vertigo (1958; đưa vào năm 1989), North by Northwest (1959; đưa vào năm 1995), Psycho (1960; đưa vào năm 1992) và The Birds (1963; đưa vào năm 2016).
Năm 2012, nghệ sĩ Sir Peter Blake (tác giả bìa album Sgt. Pepper's Lonely Hearts Club Band của The Beatles) đã lựa chọn Hitchcock vẽ trong một phiên bản mới của tấm bìa, bên cạnh những nhân vật văn hóa khác của Anh; cùng năm ấy ông có mặt trong loạt chương trình The New Elizabethans của đài BBC Radio 4, được cho là "người có những hành động ghi một dấu ấn đáng kể lên đời sống của quần đảo này trong thời gian Nữ hoàng Elizabeth II trị vì và đem đến tuổi thọ cho nhân vật". Tháng 6 năm 2013, 9 bản phục chế những bộ phim câm đầu tiên của Hitchcock, trong đó có The Pleasure Garden (1925), đã được trình chiếu tại Nhà hát Harvey của Nhạc viện Brooklyn; những thước phim tri ân có tên là "The Hitchcock 9" được tổ chức bởi Viện phim Anh.

### Lưu trữ
Bộ sưu tập Alfred Hitchcock nằm ở Viện lưu trữ điện ảnh tại Hollywood, California. Bộ sưu tập gồm các bộ phim gia đình, phim 16mm ghi hình trên phim trường Blackmail (1929) và Frenzy (1972), và thước phim màu ra đời sớm nhất của Hitchcock. Viện lưu trứ điện ảnh đã bảo tồn nhiều bộ phim gia đình của ông. Báo in Alfred Hitchcock nằm tại Thư viện Margaret Herrick của Viện. Các bộ sưu tập của David O. Selznick và Ernest Lehman nằm tại Trung tâm nhân văn Harry Ransom ở Austin, Texas, chứa tài liệu liên quan đến tác phẩm do Hitchcock sản xuất như The Paradine Case, Rebecca, Spellbound, North by Northwest và Family Plot.

### Hóa thân đóng Hitchcock
- Anthony Hopkins trong Hitchcock (2012)[294][295]
- Toby Jones trong The Girl (2012)[296][297]
- Roger Ashton-Griffiths trong Grace of Monaco (2014)[298][299]

## Danh sách phim

### Điện ảnh
Phim câm
- Always Tell Your Wife (ngắn) (1923)
- The Pleasure Garden (1925)
- The Mountain Eagle (1926) (lost)
- The Lodger: A Story of the London Fog (1927)
- The Ring (1927)
- Downhill (1927)
- The Farmer's Wife (1928)
- Easy Virtue (1928)
- Champagne (1928)
- The Manxman (1929)

Phim nói
- Blackmail (1929)
- Juno and the Paycock (1930)
- Murder! (1930)
- Elstree Calling (1930)
- The Skin Game (1931)
- Mary (1931)
- Rich and Strange (1931)
- Number Seventeen (1932)
- Waltzes from Vienna (1934)
- The Man Who Knew Too Much (1934)
- The 39 Steps (1935)
- Secret Agent (1936)
- Sabotage (1936)
- Young and Innocent (1937)
- The Lady Vanishes (1938)
- Jamaica Inn (1939)
- Rebecca (1940)
- Foreign Correspondent (1940)
- Mr. & Mrs. Smith (1941)
- Suspicion (1941)
- Saboteur (1942)
- Shadow of a Doubt (1943)
- Lifeboat (1944)
- Spellbound (1945)
- Notorious (1946)
- The Paradine Case (1947)
- Rope (1948)
- Under Capricorn (1949)
- Stage Fright (1950)
- Strangers on a Train (1951)
- I Confess (1953)
- Dial M for Murder (1954)
- Rear Window (1954)
- To Catch a Thief (1955)
- The Trouble with Harry (1955)
- The Man Who Knew Too Much (1956)
- The Wrong Man (1956)
- Vertigo (1958)
- North by Northwest (1959)
- Psycho (1960)
- The Birds (1963)
- Marnie (1964)
- Torn Curtain (1966)
- Topaz (1969)
- Frenzy (1972)
- Family Plot (1976)

### Tác phẩm trích dẫn
Tiểu sử (theo thời gian)
- Truffaut, François (1983) [1967]. Hitchcock/Truffaut . New York: Simon & Schuster. ISBN 978-0-671-52601-6.
- Taylor, John Russell (1996) [1978]. Hitch: The Life and Times of Alfred Hitchcock. New York: Da Capo Press.
- Spoto, Donald (1999) [1983]. The Dark Side of Genius: The Life of Alfred Hitchcock. New York: Da Capo Press. ISBN 978-0-306-80932-3.
- Freeman, David (1999). The Last Days of Alfred Hitchcock. Overlook. ISBN 978-0-87951-728-1.
- Adair, Gene (2002). Alfred Hitchcock: Filming Our Fears. New York: Oxford University Press. ISBN 978-0-19-511967-1.
- Duncan, Paul (2003). Alfred Hitchcock: Architect of Anxiety, 1899–1980. Taschen. ISBN 978-3-8228-1591-5.
- McGilligan, Patrick (2003). Alfred Hitchcock: A Life in Darkness and Light. New York: Regan Books. ISBN 978-0-06-039322-9.
- Spoto, Donald (2008). Spellbound by Beauty: Alfred Hitchcock and his Leading Ladies. New York: Harmony Books.
- Ackroyd, Peter (2015). Alfred Hitchcock. Random House. ISBN 978-0-7011-6993-0.

Tổng hợp
- Allen, Richard; Ishii-Gonzalès, S. (2004). Hitchcock: Past and Future. Routledge. ISBN 978-0-415-27525-5.
- Bellour, Raymond; Penley, Constance (2000). The Analysis of Film. Indiana University Press. ISBN 978-0-253-21364-8.
- Brown, Royal S. (1994). Overtones and Undertones: Reading Film Music. University of California Press. ISBN 978-0-520-91477-3.
- Brunsdale, Mitzi (2010). Icons of Mystery and Crime Detection: From Sleuths to Superheroes (bằng tiếng Anh). ABC-CLIO. tr. 429. ISBN 9780313345319.
- DeRosa, Steven (2001). Writing with Hitchcock. New York: Faber and Faber. ISBN 978-0-571-19990-7.
- Evans, Peter William (2004). "Hitchcock, Alfred Joseph". Oxford Dictionary of National Biography . Oxford University Press. doi:10.1093/ref:odnb/31239. (yêu cầu Đăng ký hoặc có quyền thành viên của thư viện công cộng Anh.)
- Fallaci, Oriana (1963). "Mr. Chastity". The Egotists: Sixteen Surprising Interviews. Chicago: Henry Regnery. tr. 239–256.
- Faretta, Ángel (2019). Hitchcock en obra (bằng tiếng Tây Ban Nha). Buenos Aires: A Sala llena. ISBN 9789877616354. Lưu trữ bản gốc ngày 25 tháng 5 năm 2019. Truy cập ngày 5 tháng 6 năm 2019.
- Garncarz, Joseph (2002). "German Hitchcock". Trong Gottlieb, Sidney; Brookhouse, Christopher (biên tập). Framing Hitchcock: Selected Essays from the Hitchcock Annual. Detroit: Wayne State University Press. tr. 59–81.
- Gottlieb, Sydney (2002). "Early Hitchcock: The German Influence". Trong Gottlieb, Sidney; Brookhouse, Christopher (biên tập). Framing Hitchcock: Selected Essays from the Hitchcock Annual. Detroit: Wayne State University Press. tr. 35–58.
- Gottlieb, Sidney (2003). Alfred Hitchcock: Interviews. University Press of Mississippi. ISBN 978-1-57806-562-2.
- Harris, Robert A.; Lasky, Michael S. (2002) [1976]. The Complete Films of Alfred Hitchcock. Secaucus, N.J: Citadel Press.
- Hitchcock, Alfred (2014). Gottlieb, Sidney (biên tập). Hitchcock on Hitchcock, Volume 2: Selected Writings and Interviews. Oakland: University of California Press. ISBN 978-0-520-96039-8.
- Hitchcock, Patricia; Bouzereau, Laurent (2003). Alma Hitchcock: The Woman Behind the Man. New York: Berkley Books. ISBN 978-0-425-19005-0.
- Humphries, Patrick (1994). The Films of Alfred Hitchcock . Crescent Books. ISBN 978-0-517-10292-3.
- Kaganski, Serge (1997). Alfred Hitchcock. Paris: Hazan.
- Kapsis, Robert E. (1992). Hitchcock: The Making of a Reputation . University of Chicago Press.
- Kehr, Dave (2011). When Movies Mattered: Reviews from a Transformative Decade. University of Chicago Press. ISBN 978-0-226-42940-3. Lưu trữ bản gốc ngày 29 tháng 6 năm 2016. Truy cập ngày 20 tháng 12 năm 2015.
- Kerzoncuf, Alain; Barr, Charles (2015). Hitchcock Lost and Found: The Forgotten Films. Lexington: Đại học báo chí Kentucky.
- Krohn, Bill (2000). Hitchcock at Work. Phaidon. ISBN 978-0-7148-3953-0.
- Leff, Leonard J. (1987). Hitchcock and Selznick. University of California Press. ISBN 978-0-520-21781-2.
- Leff, Leonard (1999). The Rich and Strange Collaboration of Alfred Hitchcock and David O. Selznick in Hollywood. Đại học báo chí California. ISBN 978-0-520-21781-2.
- Leigh, Janet; Nickens, Christopher (1995). Psycho: Behind the Scenes of the Classic Thriller. Harmony Press. ISBN 978-0-517-70112-6.
- Leitch, Thomas (2002). The Encyclopedia of Alfred Hitchcock. Checkmark Books. ISBN 978-0-8160-4387-3.
- MacDonald, Erin E. (2012). Ed McBain/Evan Hunter: A Literary Companion. Jefferson: McFarland.
- Moral, Tony Lee (2013). Hitchcock and the Making of Marnie. Lanham: Scarecrow Press.
- Mulvey, Laura (1989) [1975]. "Visual Pleasure and Narrative Cinema". Trong Mulvey, Laura (biên tập). Visual and Other Pleasures. Bloomington: Indiana University Press. tr. 14–24.
- Rebello, Stephen (1990). Alfred Hitchcock and the Making of Psycho. Berkeley: Soft Skull Press. ISBN 978-0-7145-2915-8.
- Rothman, William (2014). Must We Kill the Thing We Love?: Emersonian Perfectionism and the Films of Alfred Hitchcock. New York: Columbia University Press.
- Sloan, Jane (1995). Alfred Hitchcock: A Filmography and Bibliography. Oakland: University of California Press. ISBN 978-0-520-08904-4.
- Smith, Steven C. (2002). A Heart at Fire's Center: The Life and Music of Bernard Herrmann. Oakland: Đại học báo chí California.
- Spoto, Donald (1992) [1976]. The Art of Alfred Hitchcock (ấn bản thứ 2). New York: Anchor Books. ISBN 978-0-385-41813-3.
- Verevis, Constantine (2006). "For Ever Hitchcock: Psycho and Its Remakes". Trong Boyd, David; Palmer, R. Barton (biên tập). After Hitchcock: Influence, Imitation, and Intertextuality. Austin: Đại học báo chí Texas. tr. 15–30.
- Walker, Michael (2005). Hitchcock's motifs. Amsterdam University Press. ISBN 978-90-5356-773-9.
- Warren, Patricia (2001). British Film Studios: An Illustrated History. B. T. Batsford. ISBN 978-0-7134-7559-3.
- White, Rob; Buscombe, Edward (2003). British Film Institute Film Classics, Volume 1. London: Taylor & Francis. ISBN 978-1-57958-328-6.
- White, Susan (2011). "A Surface Collaboration: Hitchcock and Performance". Trong Leitch, Thomas; Poague, Leland (biên tập). A Companion to Alfred Hitchcock. Chichester: John Wiley & Sons. tr. 181–198.
- Whitty, Stephen (2016). The Alfred Hitchcock Encyclopedia. Lanham and London: Rowman & Littlefield.
- Wood, Robin (2002). Hitchcock's Films Revisited (ấn bản thứ 2). New York: Columbia University Press. ISBN 978-0-231-12695-3.

### Bài viết
- Hitchcock's Style Lưu trữ ngày 21 tháng 11 năm 2005 tại Wayback Machine tại Screenonline của BFI
- Hellman, Geoffrey T. (ngày 20 tháng 11 năm 1939). "Alfred Hitchcock: England's Biggest and Best Director Goes to Hollywood". Life. tr. 33–34, 36, 38–40, 43.
- Adams, Marjory (ngày 1 tháng 6 năm 1958). "Alfred Hitchcock Now Says Actors Are Children, Not Cattle". Boston Globe. tr. A11.
- "'Twas Alfred Hitchcock Week in London". Variety. ngày 17 tháng 8 năm 1966. tr. 16.

### Sách
- Barson, Michael (ngày 29 tháng 11 năm 2017). "Sir Alfred Hitchcock". Encyclopaedia Britannica. Lưu trữ bản gốc ngày 9 tháng 3 năm 2018. Truy cập ngày 16 tháng 1 năm 2018.
- Chandler, Charlotte (2006). It's only a movie: Alfred Hitchcock, A Personal Biography. Hal Leonard Corporation. ISBN 978-1-55783-692-2.
- Deflem, Mathieu. 2016. "Alfred Hitchcock: Visions of Guilt and Innocence." Lưu trữ ngày 21 tháng 10 năm 2018 tại Wayback Machine pp. 203–227 in Framing Law and Crime: An Interdisciplinary Anthology, edited by Caroline Joan S. Picart, Michael Hviid Jacobsen, and Cecil Greek. Latham, MD; Madison, NJ: Rowman & Littlefield; Fairleigh Dickinson University Press.
- Durgnat, Raymond (1974). The Strange Case of Alfred Hitchcock. Cambridge, Massachusetts: MIT Press. ISBN 9780262040419. OCLC 1233570.
- Hedren, Tippi (2016). Tippi: A Memoir. New York: William Morrow.
- Leitch, Thomas (2002). The Encyclopedia of Alfred Hitchcock. New York: Facts on File.
- Hutchinson, Pamela; Paley, Tony (ngày 4 tháng 7 năm 2012). "The Genius of Alfred Hitchcock at the BFI: 10 of his lesser-known gems". The Guardian. Lưu trữ bản gốc ngày 29 tháng 7 năm 2017. Truy cập ngày 1 tháng 1 năm 2018.
- Modleski, Tania (2016) [1988]. The Women Who Knew Too Much: Hitchcock And Feminist Theory (ấn bản thứ 3). New York and Abingdon: Routledge. ISBN 978-1-138-92032-3.
- Mogg, Ken (2008). The Alfred Hitchcock Story . Titan. ISBN 978-1-84576-708-2.
- Pomerance, Murray (2011). "Some Hitchcockin Shots". Trong Leitch, Thomas; Poague, Leland (biên tập). A Companion to Alfred Hitchcock. Chichester: John Wiley & Sons. tr. 237–252.
- Rohmer, Eric; Chabrol, Claude (1979). Hitchcock: The First Forty-four Films. F. Ungar. ISBN 978-0-8044-2743-2.
- Sloan, Jane E. (1993). Alfred Hitchcock: The Definitive Filmography. Berkeley: University of California Press. Lưu trữ bản gốc ngày 12 tháng 3 năm 2018. Truy cập ngày 12 tháng 3 năm 2018.
- Sullivan, Jack (2006). Hitchcock's Music. Yale University Press. ISBN 978-0-300-11050-0.
- Walker, Michael (2005). Hitchcock's Motifs. Amsterdam: Amsterdam University Press. doi:10.25969/mediarep/4105. ISBN 9789053567739.
- White, Edward (2021). The Twelve Lives of Alfred Hitchcock. New York: W. W. Norton. ISBN 978-1-324-00239-0.
- White, Susan (2015). "Alfred Hitchcock and Feminist Film Theory (Yet Again)". Trong Freedman, Jonathan (biên tập). The Cambridge Companion to Alfred Hitchcock. New York: Cambridge University Press. tr. 109–126.
- Wolcott, James (ngày 1 tháng 4 năm 1999). "Death and the Master". Vanity Fair. Số 464. tr. 136. Lưu trữ bản gốc ngày 28 tháng 11 năm 2010.
- Slavoj Žižek et al.:Everything You Always Wanted to Know About Lacan But Were Afraid to Ask Hitchcock, London and New York, Verso, 2nd edition 2010